# Guerra de Kosovo
La guerra de Kosovo fue un conflicto armado ocurrido en la región de Kosovo entre el 28 de febrero de 1998 y el 11 de junio de 1999, enmarcado en las guerras yugoslavas. En él se enfrentaron las fuerzas de la República Federal de Yugoslavia (que en este momento estaba compuesta por las Repúblicas de Serbia y Montenegro), que controlaban Kosovo antes de la guerra, y el grupo rebelde albanés de Kosovo, conocido como el Ejército de Liberación de Kosovo (ELK), con apoyo aéreo de la OTAN a partir del 24 de marzo de 1999, y apoyo en tierra del ejército albanés.
El ELK se formó en 1991 e inició su primera campaña en 1995 cuando lanzó ataques dirigidos a la aplicación de la ley serbia en Kosovo. En junio de 1996, el grupo se atribuyó la responsabilidad por actos de sabotaje contra las comisarías de policía de Kosovo. En 1997, la organización adquirió una gran cantidad de armas a través del contrabando de armas desde Albania, después de una rebelión en la que las armas fueron decomisadas por la policía. A principios de 1998, los ataques del ELK dirigidos contra las autoridades yugoslavas en Kosovo aumentaron la presencia de paramilitares serbios y fuerzas regulares que posteriormente iniciaron una campaña de represión contra los simpatizantes y opositores políticos del ELK. Esta campaña mató a entre 1500 y 2000 civiles y combatientes del ELK.
El 20 de marzo de 1999, las fuerzas yugoslavas iniciaron una campaña masiva de represión y expulsión de albanokosovares tras la retirada de la Kosovo Verification Mission de la OSCE (KVM) y el fracaso del Conferencia de Rambouillet propuesto. Después de que fracasaran los intentos de encontrar una solución diplomática, la OTAN intervino, justificando la campaña en Kosovo como una "guerra humanitaria". Esto precipitó una expulsión masiva de albaneses de Kosovo cuando las fuerzas yugoslavas continuaron combatiendo durante el bombardeo aéreo de Yugoslavia (marzo-junio de 1999). Para el año 2000, las investigaciones habían recuperado los restos de casi tres mil víctimas de todas las etnias y, en 2001, un Tribunal Supremo administrado por las Naciones Unidas, con sede en Kosovo, encontró que había "una campaña sistemática de terror, incluidos asesinatos y violaciones" por parte de las fuerzas yugoslavas en las que se trató de erradicar a la población albanesa.
La guerra terminó con el Tratado de Kumanovo, y las fuerzas yugoslavas y serbias acordaron retirarse de Kosovo para dar paso a una presencia internacional. El Ejército de Liberación de Kosovo se disolvió poco después, con algunos de sus miembros luchando entrando al UÇPMB en el Valle de Preševo y otros se unieron al Ejército de Liberación Nacional (ELN) y al Ejército Nacional de Albania (ENA) durante el conflicto étnico armado en Macedonia, mientras que otros formaron la Policía de Kosovo. Después de la guerra, se compiló una lista que documenta que más de 13,500 personas murieron o desaparecieron durante el conflicto de dos años. Las fuerzas yugoslavas y serbias causaron el desplazamiento de entre 1,2 millones a 1,45 millones de albaneses de Kosovo. Después de la guerra, alrededor de 200.000 serbios, romaníes y otros no albaneses huyeron de Kosovo y muchos de los civiles restantes fueron víctimas de abusos. Serbia se convirtió en el hogar del mayor número de refugiados y desplazados internos en Europa.

## Antecedentes

### Kosovo en la Yugoslavia de Tito (1945-1980)
El moderno conflicto albanés-serbio tiene sus raíces en la expulsión de los albaneses en 1877-1878 de las áreas que se incorporaron al Principado de Serbia. Las tensiones entre las comunidades serbias y albanesas en Kosovo se mantuvieron a fuego lento durante todo el siglo XX y ocasionalmente estallaron en una gran violencia, especialmente durante la Primera Guerra de los Balcanes (1912-13), la Primera Guerra Mundial (1914-18) y la Segunda Guerra Mundial (1939-45). Después de 1945, el gobierno socialista bajo Josip Broz Tito reprimió sistemáticamente todas las manifestaciones del nacionalismo en toda Yugoslavia, buscando asegurar que ninguna república o nacionalidad obtuviera el dominio sobre los demás. En particular, Tito diluyó el poder de Serbia, la república más grande y más poblada, al establecer gobiernos autónomos en la provincia serbia de Voivodina en el norte y Kosovo y Metohija en el sur. Las fronteras de Kosovo no coincidían precisamente con las áreas del asentamiento de la etnia albanesa en Yugoslavia (un importante número de albaneses permanecieron en la República Socialista de Macedonia, Montenegro y Serbia). La autonomía formal de Kosovo, establecida en virtud de la constitución yugoslava de 1945, inicialmente significaba relativamente poco en la práctica. La policía secreta (UDBA) tomó medidas duras contra los nacionalistas. En 1956, varios albaneses fueron juzgados en Kosovo por cargos de espionaje y subversión. La amenaza del separatismo fue, de hecho, mínima, ya que los pocos grupos clandestinos que aspiraban a la unión con Albania tenían poca importancia política. Sin embargo, su impacto a largo plazo se hizo sustancial, ya que algunos, en particular el Movimiento Revolucionario para la Unidad Albanesa, fundado por Adem Demaçi, finalmente formaría el núcleo político del Ejército de Liberación de Kosovo (fundado en 1990). El propio Demaci fue encarcelado en 1964 junto con muchos de sus seguidores. Yugoslavia sufrió un período de crisis económica y política en 1969, cuando un programa masivo de reforma económica del gobierno amplió la brecha entre el norte rico y el sur pobre del país.
Las manifestaciones estudiantiles y los disturbios en Belgrado en junio de 1968 se extendieron a Kosovo en noviembre, pero las fuerzas de seguridad yugoslavas los reprimieron. Tito aceptó algunas de las demandas de los estudiantes, en particular, poderes representativos para los albaneses en los cuerpos estatales serbios y yugoslavos y un mejor reconocimiento de la lengua albanesa. La Universidad de Pristina se estableció como una institución independiente en 1970, y finalizó un largo período en que la institución había sido dirigida como un puesto de avanzada de la Universidad de Belgrado. La falta de materiales educativos en idioma albanés en Yugoslavia obstaculizó la educación albanesa en Kosovo, por lo que se llegó a un acuerdo con la propia Albania para suministrar libros de texto.
En 1969, la Iglesia ortodoxa serbia ordenó a su clero que recopilara datos sobre los problemas actuales de los serbios en Kosovo, buscando presionar al gobierno de Belgrado para que hiciera más para proteger los intereses de los serbios allí.
En 1974, el estatus político de Kosovo mejoró aún más cuando una nueva constitución yugoslava otorgó un conjunto ampliado de derechos políticos. Junto con Voivodina, Kosovo fue declarada provincia y ganó muchos de los poderes de una república de pleno derecho: Un asiento en la presidencia federal y su propia asamblea, fuerza policial y banco nacional.

### Después de la muerte de Tito (1980-86)
El poder provincial todavía era ejercido por el Partido Comunista, pero ahora se dedicaba principalmente a los comunistas de etnia albanesa. La muerte de Tito el 4 de mayo de 1980 marcó el comienzo de un largo período de inestabilidad política, agravada por la creciente crisis económica y el malestar nacionalista. El primer brote importante ocurrió en la ciudad principal de Kosovo, Pristina, cuando una protesta de estudiantes de la Universidad de Pristina en largas colas en su comedor universitario se intensificó rápidamente y, a finales de marzo y principios de abril de 1981, se extendió por todo Kosovo, lo que provocó manifestaciones masivas en varias ciudades. Los disturbios fueron sofocados por la Presidencia de Yugoslavia que proclamó el estado de emergencia, enviando a la policía antidisturbios y al ejército, lo que causó numerosas víctimas.
Los comunistas de línea dura instituyeron una feroz represión contra el nacionalismo de todo tipo. Kosovo soportó una fuerte presencia de la policía secreta durante la mayor parte de la década de 1980 que reprimió sin piedad cualquier manifestación nacionalista no autorizada, tanto albanesa como serbia. Según un informe citado por Mark Thompson, hasta 580,000 habitantes de Kosovo fueron arrestados, interrogados, internados o amonestados. Miles de ellos perdieron sus empleos o fueron expulsados de sus establecimientos educativos. Durante este tiempo, la tensión entre las comunidades albanesas y serbias siguió aumentando.
En febrero de 1982, un grupo de sacerdotes de Serbia solicitó a sus obispos que preguntaran "por qué la Iglesia serbia está en silencio" y por qué no hizo campaña contra "la destrucción, el incendio y el sacrilegio de los santuarios sagrados de Kosovo". Tales preocupaciones atrajeron el interés en Belgrado. De vez en cuando aparecían historias en los medios de Belgrado que afirmaban que los serbios y los montenegrinos estaban siendo perseguidos. Hubo una percepción entre los nacionalistas serbios de que los serbios estaban siendo expulsados de Kosovo.
Además de todo esto, el empeoramiento del estado de la economía de Kosovo hizo de la provincia una mala elección para los serbios que buscaban trabajo. Los albaneses, al igual que los serbios, tendían a favorecer a sus compatriotas cuando contrataban nuevos empleados, pero la cantidad de empleos era muy baja para la población. Kosovo fue la entidad más pobre de Yugoslavia: el ingreso promedio per cápita fue de $ 795, en comparación con el promedio nacional de $ 2,635.
En 1981, se informó que unos 4.000 serbios se trasladaron de Kosovo a Serbia central después de los disturbios albaneses de Kosovo en marzo que causaron varias muertes de serbios y la profanación de la arquitectura y los cementerios ortodoxos serbios. Serbia reaccionó con un plan para reducir el poder de los albaneses en la provincia y una campaña de propaganda que afirmaba que los serbios estaban siendo expulsados de la provincia principalmente por la creciente población albanesa, en lugar de echarle la culpa real, al mal estado de la economía. La policía yugoslava desmanteló 33 formaciones nacionalistas, que condenaron a unas 280 personas (800 multadas, 100 bajo investigación) y confiscaron escondites de armas y material de propaganda.

### Kosovo y el ascenso de Slobodan Milošević (1986-90)
En 1987, David Binder escribió en The New York Times sobre la creciente tensión étnica en Yugoslavia y el creciente nacionalismo entre los albaneses en Kosovo y se refirió a la masacre de Paraćin, donde un soldado de etnia albanesa en el JNA mató a cuatro compañeros soldados. Binder también, habiendo escrito un poco antes de que Slobodan Milošević hubiera depuesto a Dragiša Pavlović como jefe de la organización del partido en Belgrado, escribió que "el Sr. Milosevic acusó al Sr. Pavlovic de ser un apaciguador que era blando con los radicales albaneses", y que "el Sr. Milosevic y sus partidarios parecen estar apostando sus carreras en una estrategia de confrontación con los albaneses de Kosovo." El artículo cita al secretario federal de Defensa Nacional, el almirante de la Flota Branko Mamula, quien afirmó que "de 1981 a 1987, 216 organizaciones albanesas ilegales con 1,435 miembros fueron descubiertas en el JNA." Mamula también había dicho que los subversivos de la etnia albanesa se habían estado preparando para "asesinar a oficiales y soldados, envenenar comida y agua, sabotear, destruir arsenales de armas y robar armas y municiones, promover deserción y causar incidentes nacionalistas flagrantes en unidades del ejército."
En Kosovo, una atmósfera cada vez más venenosa entre serbios y albaneses hizo que se propagaran rumores descabellados y que, por lo demás, los incidentes triviales fueran exagerados. Fue en este tenso trasfondo que la Academia de Ciencias y Artes de Serbia (ACAS) realizó una encuesta a los serbios que habían abandonado Kosovo en 1985 y 1986, que concluyó que un número considerable había sido presionado por los albaneses.
El llamado Memorándum ACAS, filtrado en septiembre de 1986, era un documento borrador que se centraba en las dificultades políticas que enfrentaban los serbios en Yugoslavia, que señalaban el obstáculo deliberado de Tito al poder de Serbia y las dificultades que enfrentaban los serbios fuera de Serbia. Prestó especial atención a Kosovo, argumentando que los serbios de Kosovo estaban siendo sometidos a "genocidio físico, político, legal y cultural" en una "guerra abierta y total" que había estado en curso desde la primavera de 1981. Afirmaba que el estado de Kosovo en 1986 era la peor derrota histórica para los serbios que cualquier evento desde la liberación de los otomanos en 1804, por lo que se ubicó por encima de catástrofes como las ocupaciones de la guerra mundial. Los autores del Memorándum afirmaron que 200.000 serbios se habían mudado de la provincia durante los últimos 20 años y advirtieron que pronto no quedaría ninguno "a menos que las cosas cambien radicalmente." El remedio, según el Memorándum, era la "seguridad genuina y la igualdad inequívoca para todos los pueblos que viven en Kosovo y Metohija [derechos a ser] establecidos" y "las condiciones objetivas y permanentes para el retorno de la nación [serbia] expulsada [a ser] creadas." Llegó a la conclusión de que "Serbia no debe ser pasiva y esperar y ver qué dirán los demás, como lo ha hecho a menudo en el pasado." El Memorando de la ACAS provocó reacciones divididas: los albaneses lo vieron como un llamado a la supremacía serbia a nivel local, afirmando que los emigrantes serbios habían abandonado Kosovo por razones económicas, mientras que los eslovenos y croatas vieron una amenaza en el llamado a una Serbia más asertiva. Los serbios estaban divididos: muchos le dieron la bienvenida, mientras que la vieja guardia comunista atacó fuertemente su mensaje. Uno de los que lo denunció fue el funcionario del Partido Comunista Serbio, Slobodan Milošević.
En noviembre de 1988 fue detenido el jefe del comité provincial de Kosovo. En marzo de 1989, Milošević anunció una "revolución anti burocrática" en Kosovo y Voivodina, recortando su autonomía e imponiendo un toque de queda y un estado de emergencia en Kosovo debido a las manifestaciones violentas, que causaron 24 muertes (incluidos dos policías). Milošević y su gobierno afirmaron que los cambios constitucionales eran necesarios para proteger a los serbios restantes de Kosovo contra el acoso de la mayoría albanesa.

### Enmiendas constitucionales (1989-94)

#### Eventos
El 17 de noviembre de 1988, Kaqusha Jashari y Azem Vllasi se vieron obligados a renunciar a la dirección de la Liga de Comunistas de Kosovo (LCK). A principios de 1989, la Asamblea de Serbia propuso enmiendas a la Constitución de Serbia que quitarían la palabra "socialista" del título de la República de Serbia, establecerían elecciones multipartidistas, eliminarían la independencia de las instituciones de las provincias autónomas como Kosovo y cambiarían el nombre de Kosovo por el de Provincia autónoma de Kosovo y Metohija. En febrero, los albaneses de Kosovo se manifestaron en gran número contra la propuesta, envalentonados por los mineros en huelga. Los serbios en Belgrado protestaron contra el separatismo de los albaneses de Kosovo. El 3 de marzo de 1989, la Presidencia de Yugoslavia impuso medidas especiales que asignaban la responsabilidad de la seguridad pública al gobierno federal. El 23 de marzo, la Asamblea de Kosovo votó a favor de aceptar las enmiendas propuestas, aunque la mayoría de los delegados albaneses se abstuvieron. A principios de 1990, los albaneses de Kosovo realizaron manifestaciones masivas contra las medidas especiales, que se levantaron el 18 de abril de 1990 y la responsabilidad de la seguridad pública fue nuevamente asignada a Serbia.
El 8 de mayo de 1989, Milošević fue elegido presidente de Serbia, lo que se confirmó el 6 de diciembre. El 22 de enero de 1990, el 14.º congreso de la Liga de Comunistas de Yugoslavia (LCY) abolió la posición del partido como el único partido político legal en Yugoslavia. En enero de 1990, el gobierno yugoslavo anunció que seguiría adelante con la creación de un sistema multipartidista.
El 26 de junio de 1990, las autoridades serbias cerraron la Asamblea de Kosovo, citando circunstancias especiales. El 1.º y el 2 de julio de 1990, Serbia aprobó las nuevas enmiendas a la Constitución de Serbia en un referéndum. También el 2 de julio, 114 delegados de etnia albanesa de la Asamblea de Kosovo de 180 miembros declararon a Kosovo como una república independiente dentro de Yugoslavia. El 5 de julio, la Asamblea de Serbia disolvió la Asamblea de Kosovo. Serbia también disolvió el consejo ejecutivo provincial y asumió el control total y directo de la provincia. Serbia asumió la administración de los principales medios de comunicación en idioma albanés de Kosovo, deteniendo las transmisiones en idioma albanés. El 4 de septiembre de 1990, los albaneses de Kosovo hicieron una huelga general de 24 horas, prácticamente clausurando la provincia.
El 16 o 17 de julio de 1990, la Liga de Comunistas de Serbia (LCS) se unió a la Alianza Socialista de Trabajadores de Serbia para convertirse en el Partido Socialista de Serbia (PSS), y Milošević se convirtió en su primer presidente. El 8 de agosto de 1990, se adoptaron varias enmiendas a la Constitución de la República Federal Socialista de Yugoslavia que permitieron el establecimiento de un sistema electoral multipartidista.
El 7 de septiembre de 1990, la Asamblea de Kosovo disolvió la Constitución de la República de Kosovo. Milošević respondió ordenando el arresto de los diputados de la disuelta Asamblea de Kosovo. La nueva y controvertida Constitución serbia se promulgó el 28 de septiembre de 1990. Las elecciones multipartidistas se celebraron en Serbia los días 9 y 26 de diciembre de 1990, después de lo cual Milošević fue elegido presidente de Serbia. En septiembre de 1991, los albaneses de Kosovo celebraron un referéndum no oficial en el que votaron de manera abrumadora por la independencia. El 24 de mayo de 1992, los albaneses de Kosovo celebraron elecciones no oficiales para una asamblea y presidente de la República de Kosovo.
El 5 de agosto de 1991, la Asamblea de Serbia suspendió el diario Priština Rilindja, a raíz de la Ley de Información Pública del 29 de marzo de 1991 y el establecimiento de la editorial Panorama el 6 de noviembre, que incorporó Rilindja, que fue declarada inconstitucional por las autoridades del gobierno federal. El Relator Especial de las Naciones Unidas, Tadeusz Mazowiecki, informó el 26 de febrero de 1993 que la policía había intensificado su represión de la población albanesa desde 1990, incluso privándola de sus derechos básicos, destruyendo su sistema de educación e iniciando un gran número de despidos políticos de funcionarios.

## Erupción de la guerra

### El deslizamiento a la guerra (1995-1998)
Ibrahim Rugova, primer presidente de la República de Kosovo, siguió una política de resistencia pasiva que logró mantener la paz en Kosovo, en contraste con las guerras anteriores en Eslovenia, Croacia y Bosnia a principios de los años noventa. Como lo demuestra la aparición del Ejército de Liberación de Kosovo (ELK) en ese periodo, esto tuvo como consecuencia el aumento de la frustración entre la población albanesa de Kosovo. A mediados de la década de 1990, Rugova abogaba por una fuerza de paz de las Naciones Unidas para Kosovo. En 1997, Milošević fue ascendido a la presidencia de la República Federativa de Yugoslavia (que comprendía Serbia y Montenegro desde su creación en abril de 1992).
La continua represión convenció a muchos albaneses de que solo la resistencia armada cambiaría la situación. El 22 de abril de 1996, se llevaron a cabo cuatro ataques contra personal de seguridad serbio casi simultáneamente en varias partes de Kosovo. El ELK, una organización hasta ahora desconocida, posteriormente asumió la responsabilidad. La naturaleza del ELK fue al principio misteriosa. Inicialmente, parecía que sus únicos objetivos eran detener la represión de las autoridades yugoslavas.
Según lo declarado por Jakup Krasniqi, quien era el portavoz del grupo, el ELK fue formado por algunos miembros de la Liga Democrática de Kosovo (LDK), un partido político liderado por Rugova. El ELK y la LDK compartieron el objetivo común de poner fin a la represión desde Belgrado y hacer que Kosovo fuera independiente, pero el ELK se opuso al "gobierno interno" de Kosovo por parte de la LDK.
Los objetivos del ELK también incluyeron el establecimiento de una Gran Albania, un estado que se extendería a parte de la actual Macedonia del Norte, Montenegro y el sur de Serbia. En julio de 1998, en una entrevista para Der Spiegel, Jakup Krasniqi anunció públicamente que el objetivo del ELK era la unificación de todas las tierras habitadas por albaneses. Sulejman Selimi, comandante general del ELK en 1998-1999, dijo:

Hay una nación albanesa de facto. La tragedia es que las potencias europeas después de la Primera Guerra Mundial decidieron dividir esa nación entre varios estados balcánicos. Ahora estamos luchando para unificar a la nación, para liberar a todos los albaneses, incluidos los de Macedonia del Norte, Montenegro y otras partes de Serbia. No somos solo un ejército de liberación para Kosovo.

Aunque Rugova prometió defender los derechos de las minorías de los serbios en Kosovo, el ELK fue mucho menos tolerante. Selimi declaró que "los serbios que tienen sangre en sus manos tendrán que abandonar Kosovo".

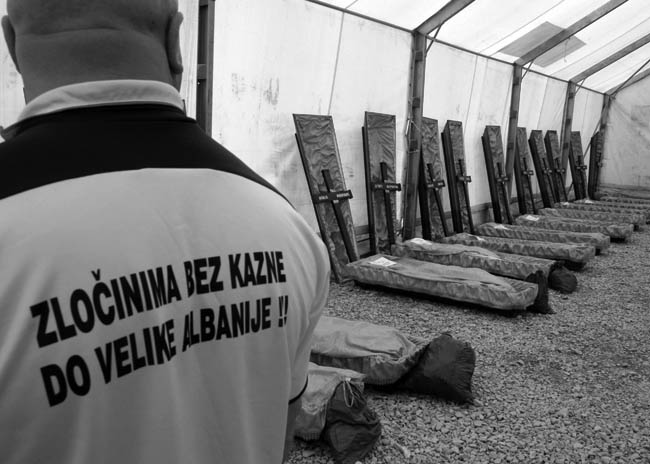
Víctimas serbias durante la insurgencia en Kosovo

Se cree ampliamente que el ELK recibió apoyo financiero y material de la diáspora albanesa de Kosovo. A principios de 1997, Albania se convirtió en un caos tras la caída del presidente Sali Berisha. Las pandillas criminales saquearon con impunidad las reservas militares, y gran parte del hardware terminó en el oeste de Kosovo e impulsó la cantidad creciente del arsenal del ELK. Bujar Bukoshi, primer ministro de "la sombra" en el exilio (en Zürich, Suiza), creó un grupo llamado FARK (Fuerzas Armadas de la República de Kosovo), el cual más tarde fue disuelto y absorbido por el ELK en 1998. El gobierno yugoslavo consideraba al ELK como una organización compuesta de "terroristas" e "insurgentes" que atacaban indiscriminadamente a la policía y a civiles, mientras que la mayoría de los albaneses veian al ELK como auténticos "luchadores por la libertad".
En 1998, el Departamento de Estado de EE. UU. definió al ELK como una organización terrorista, y en 1999 el Comité de Política Republicana del Senado de los EE. UU. Expresó su preocupación por los problemas que percibía con la "alianza efectiva" de la administración del Presidente Demócrata Bill Clinton con el ELK debido a "numerosos Informes de fuentes no oficiales de buena reputación." En 2004, John Pilger afirmó que durante los seis años anteriores a 1998, el ELK había sido considerado por los EE. UU. como un grupo terrorista. A principios de 1998, el enviado de Estados Unidos, Robert Gelbard, se refirió al ELK como "los terroristas;" respondiendo a las críticas, luego aclaró al Comité de Relaciones Internacionales de la Cámara de Representantes que "aunque ha cometido 'actos terroristas,' en realidad no ha sido clasificado legalmente por el gobierno de los Estados Unidos como una organización terrorista." En junio de 1998, sostuvo conversaciones con dos hombres que afirmaban que eran líderes políticos del ELK. En el año 2000, un documental de la BBC titulado "Combate moral." La OTAN en la guerra mostraba cómo Estados Unidos buscaba ahora una relación con el grupo. Mientras que EE. UU. describía oficialmente al ELK como un ente terroristas, el autor Alastair MacKenzie afirma que al mismo tiempo el ELK recibía entrenamiento del aliado más cercano de la OTAN de los estadounidenses, el Reino Unido, desde 1998 en un campo de entrenamiento en las montañas sobre la ciudad albanesa de Bajram Curri.
Mientras tanto, los EE. UU. sostuvieron un "muro exterior de sanciones" en contra de Yugoslavia que había estado ligado a una serie de cuestiones, incluido Kosovo. Estos se mantuvieron a pesar del acuerdo en Dayton para poner fin a todas las sanciones. El gobierno de Clinton afirmó que el acuerdo obligaba a Yugoslavia a mantener conversaciones con Rugova sobre Kosovo.
La crisis se intensificó en diciembre de 1997 en la reunión del Consejo de Implementación de la Paz en Bonn, donde la comunidad internacional (según se define en el Acuerdo de Dayton) acordó otorgar a la Alta Representante en Bosnia y Herzegovina amplios poderes, incluido el derecho a destituir a los líderes electos. Al mismo tiempo, los diplomáticos occidentales insistian en que se discutiera sobre Kosovo y que Yugoslavia respondiera a las demandas albanesas allí. La delegación de Yugoslavia salió de las reuniones en protesta. Esto fue seguido por el regreso del "Grupo de Contacto" que supervisó las últimas fases del conflicto de Bosnia y las declaraciones de las potencias europeas que exigieron que Yugoslavia resolviera el problema en Kosovo.

### Comienza la guerra
Los ataques de ELK se intensificaron, centrándose en el área del valle de Drenica con el compuesto de Adem Jashari como un punto focal. Días después de que Robert Gelbard describiera al ELK como un grupo terrorista, la policía serbia respondió a los ataques del ELK en el área de Likošane y persiguió al ELK a Čirez, lo que provocó la muerte de 16 combatientes albaneses y cuatro policías serbios. El objetivo del ELK era fusionar su bastión Drenica con su propio bastión en Albania propiamente dicho, y esto daría forma a los primeros meses de la lucha.
A pesar de algunas acusaciones de ejecuciones sumarias y asesinatos de civiles, las condenas de las capitales occidentales no fueron tan volubles como lo serían más tarde. La policía serbia comenzó a perseguir a Jashari y sus seguidores en el pueblo de Donje Prekaz. El 5 de marzo de 1998, un tiroteo masivo en el recinto de Jashari provocó la masacre de 60 albaneses, de los cuales dieciocho eran mujeres y diez tenían menos de dieciséis años. El evento provocó la condena masiva de las capitales occidentales. Madeleine Albright dijo que "esta crisis no es un asunto interno de la RFY".
El 24 de marzo, las fuerzas yugoslavas rodearon la aldea de Glodjane y atacaron un complejo rebelde allí. A pesar del poder de fuego superior, las fuerzas yugoslavas no lograron destruir la unidad del ELK, que había sido su objetivo. Aunque hubo muertes y lesiones graves en el lado albanés, la insurgencia en Glodjane estuvo lejos de ser eliminada. De hecho, se convertiría en uno de los centros de resistencia más fuertes en la próxima guerra.
En este momento se formó un nuevo gobierno yugoslavo, liderado por el Partido Socialista de Serbia y el Partido Radical Serbio. El presidente del Partido Radical ultranacionalista, Vojislav Šešelj, se convirtió en vice primer ministro. Esto aumentó la insatisfacción con la posición del país entre los diplomáticos y voceros occidentales.
A principios de abril, Serbia organizó un referéndum sobre el tema de la interferencia extranjera en Kosovo. Los votantes serbios rechazaron decisivamente la interferencia extranjera en la crisis. Mientras tanto, el ELK reclamó gran parte del área en y alrededor de Deçan y corrió un territorio basado en el pueblo de Glodjane, que abarca sus alrededores. El 31 de mayo de 1998, el ejército yugoslavo y la policía serbia del Ministerio del Interior iniciaron una operación para despejar la frontera del ELK. La respuesta de la OTAN a esta ofensiva fue la Operación Halcón Determinado de mediados de junio, una demostración de fuerza de la OTAN en las fronteras yugoslavas.
Durante este tiempo, el presidente yugoslavo Milošević llegó a un acuerdo con Boris Yeltsin de Rusia para detener las operaciones ofensivas y prepararse para las conversaciones con los albaneses, quienes se negaron a hablar con la parte serbia durante la crisis, pero hablarían con el gobierno yugoslavo. De hecho, la única reunión entre Milošević e Ibrahim Rugova tuvo lugar el 15 de mayo en Belgrado, dos días después de que Richard Holbrooke anunció que tendría lugar. Holbrooke amenazó a Milošević con que si no obedecía, "lo que quede de su país implosionará". Un mes después, Holbrooke visitó las zonas fronterizas afectadas por los combates a principios de junio, donde fue fotografiado con el ELK. La publicación de estas imágenes envió una señal a los simpatizantes y miembros del ELK, de que los Estados Unidos estaban respaldando de manera decisiva al ELK y a la población albanesa en Kosovo.
El acuerdo de Yeltsin requería que Milošević permitiera a los representantes internacionales establecer una misión en Kosovo para monitorear la situación allí. La Misión de Observadores Diplomáticos de Kosovo (MODK) comenzó a operar a principios de julio de 1998. El gobierno de los Estados Unidos acogió con satisfacción esta parte del acuerdo, pero denunció el llamado de la iniciativa a un alto el fuego mutuo. Más bien, Estados Unidos exigió que la parte serbia-yugoslava debía cesar el fuego "sin vinculación ... a un cese en actividades terroristas".
Durante todo junio y hasta mediados de julio, el ELK mantuvo su avance. El ELK rodeó a Peć y Đakovica, y estableció una capital interina en la ciudad de Mališevo (al norte de Orahovac). Las tropas de ELK se infiltraron en Suva Reka y en el noroeste de Pristina. Continuaron para capturar los pozos de carbón de Belacevec a fines de junio, amenazando el suministro de energía en la región. Sus tácticas, como de costumbre, se centraron principalmente en la guerra de guerrillas y las guerras de montaña, y en el hostigamiento y emboscada de las fuerzas yugoslavas y las patrullas de la policía serbia.
La marea cambió a mediados de julio cuando el ELK capturó Orahovac. El 17 de julio de 1998, dos aldeas cercanas, Retimlije y Opteruša, también fueron capturadas, mientras que ocurrieron eventos menos sistemáticos en la aldea poblada por serbios más grande de Velika Hoča. El monasterio ortodoxo de Zociste, a tres millas (4,8 km) de Orehovac, famoso por las reliquias de los santos Kosmas y Damianos y venerado también por los albaneses locales, fue robado, sus monjes fueron deportados a un campo de prisioneros del ELK y, mientras estaba vacío, el monasterio, la iglesia y todos sus edificios fueron derribados. Esto llevó a una serie de ofensivas serbias y yugoslavas que continuaron hasta principios de agosto.
Un nuevo conjunto de ataques del ELK a mediados de agosto desencadenó las operaciones de Yugoslavia en el centro-sur de Kosovo, al sur de la carretera Pristina-Peć. Esto terminó con la captura de Klečka el 23 de agosto y el descubrimiento de un crematorio administrado por el ELK en el que se encontraron algunas de sus víctimas. El ELK comenzó una ofensiva el 1 de septiembre alrededor de Prizren, causando actividad militar yugoslava allí. En el oeste de Kosovo, alrededor de Peć, otra ofensiva causó una condena cuando los funcionarios internacionales expresaron temor de que una gran columna de personas desplazadas fuera atacada.
A principios o mediados de septiembre, por primera vez, se informó de actividad del ELK en el norte de Kosovo alrededor de Podujevo. Finalmente, a fines de septiembre, se hizo un esfuerzo decidido para eliminar al ELK de las partes norte y central de Kosovo y del propio valle de Drenica. Durante este tiempo se hicieron muchas amenazas desde las capitales occidentales, pero éstas se vieron atenuadas en cierta medida por las elecciones en Bosnia, ya que no querían que los demócratas y radicales serbios ganaran. Después de las elecciones, las amenazas se intensificaron una vez más, pero se necesitaba un evento de galvanización. Lo obtuvieron el 28 de septiembre, cuando el MODK descubrió los cadáveres mutilados de una familia en las afueras de la aldea de Gornje Obrinje. La imagen sangrienta de la muñeca de un niño y las corrientes de personas desplazadas llevaron a la comunidad internacional a la acción.

#### Moral
La moral era un grave problema para las fuerzas serbias; Las encuestas de inteligencia encontraron que muchos soldados no estaban de acuerdo con las acciones de sus camaradas. Un comandante de tanques informó: "durante todo el tiempo que estuve en Kosovo, nunca vi a un soldado enemigo y mi unidad nunca estuvo involucrada en disparar a objetivos enemigos. Los tanques que cuestan $ 2,5 millones cada uno se usaron para matar a niños albaneses ... Estoy avergonzado ".
Al retirarse de Kosovo después de la intervención de la OTAN, las unidades yugoslavas parecían ser efectivas en combate con gran moral y exhibiendo grandes tenencias de equipos no dañados. Semanas antes del final de las hostilidades, David Fromkin señaló que "parecía posible que la unidad de la OTAN pudiera quebrarse antes que la moral yugoslava". El anuncio del presidente Clinton de que Estados Unidos no desplegaría tropas terrestres dio un impulso tremendo a la moral serbia.

### NU, OTAN y OSCE (1998-1999)

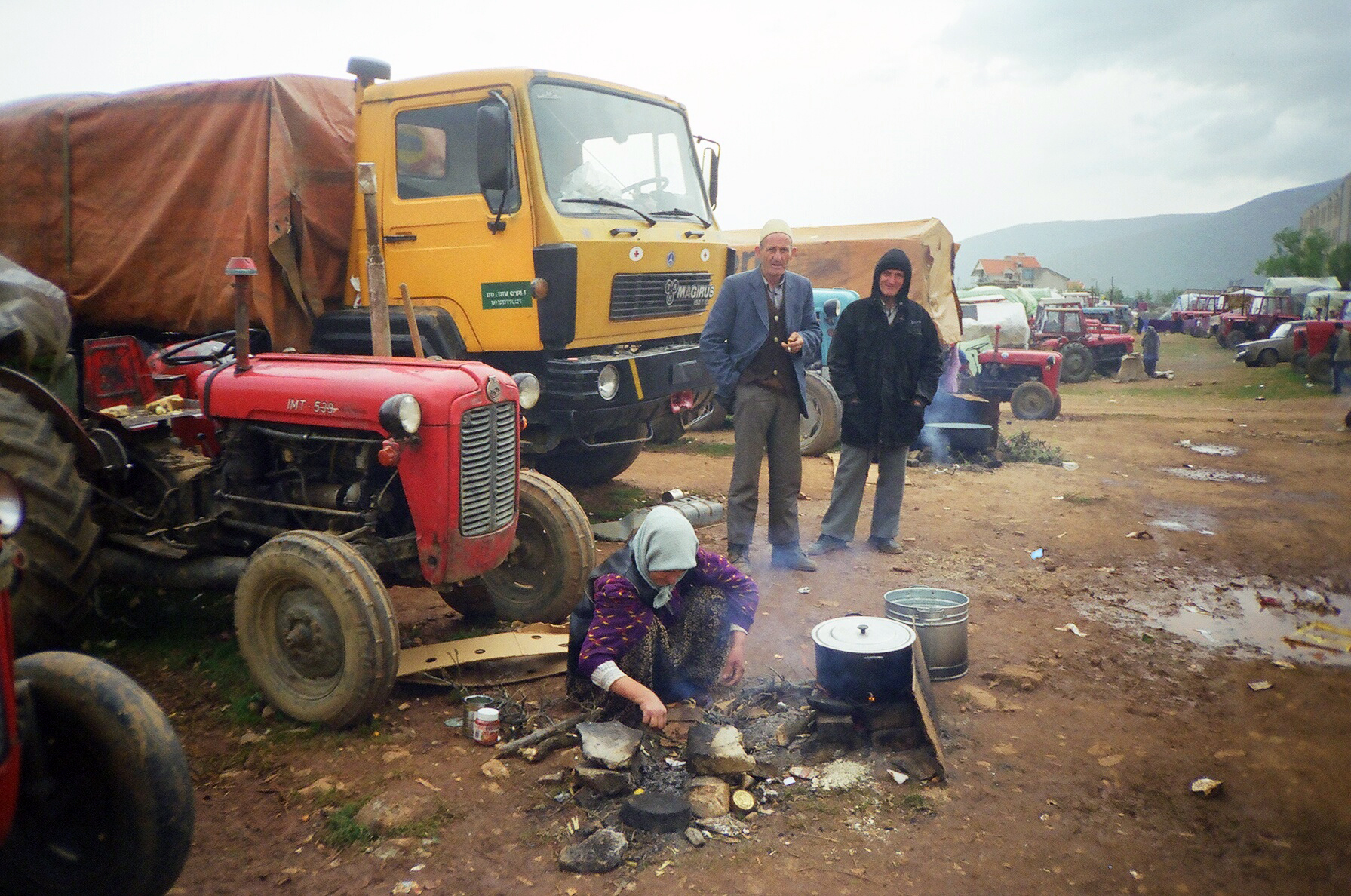
Refugiados albaneses de Kosovo en 1999

El 9 de junio de 1998, el presidente de Estados Unidos, Bill Clinton, declaró una "emergencia nacional" (estado de emergencia) debido a la "inusual y extraordinaria amenaza a la seguridad nacional y la política exterior de los Estados Unidos" impuesta por Yugoslavia y Serbia durante la guerra de Kosovo.
El 23 de septiembre de 1998, actuando de conformidad con el Capítulo VII de la Carta de las Naciones Unidas, el Consejo de Seguridad de las Naciones Unidas adoptó la Resolución 1199. Esto expresó una "grave preocupación" por los informes que llegaron al secretario general de que más de 230,000 personas habían sido desplazadas de sus hogares por "las personas excesivas y el uso indiscriminado de la fuerza por parte de las fuerzas de seguridad serbias y el Ejército yugoslavo exigiendo que todas las partes en Kosovo y la República Federativa de Yugoslavia cesen las hostilidades y mantengan un alto al fuego. El 24 de septiembre, el Consejo del Atlántico Norte (CAN) de la OTAN emitió una "advertencia de activación" llevando a la OTAN a un mayor nivel de preparación militar tanto para una opción aérea limitada como para una campaña aérea por fases en Kosovo. El otro problema importante para aquellos que no vieron otra opción que recurrir al uso de la fuerza fue el estimado de 250,000 albaneses desplazados, 30,000 de los cuales estaban en el bosque, sin ropa de abrigo ni refugio, y el invierno se acercaba rápidamente.
Mientras tanto, el embajador de los Estados Unidos en la República de Macedonia (hoy, Macedonia del Norte), Christopher Hill, lideraba la diplomacia entre una delegación albanesa, dirigida por Rugova, y las autoridades yugoslavas y serbias. Estas reuniones fueron configurando el plan de paz que se discutirá durante un período de la ocupación planificada de la OTAN en Kosovo. Durante un período de dos semanas, las amenazas se intensificaron, culminando con la orden de activación de la OTAN. La OTAN estaba lista para comenzar ataques aéreos, y Richard Holbrooke fue a Belgrado con la esperanza de llegar a un acuerdo con Milošević. Oficialmente, la comunidad internacional exigió el fin de los combates. Exigió específicamente que Yugoslavia pusiera fin a sus ofensivas contra el ELK al intentar convencer al ELK de que abandonara su intento de independencia. Se hicieron intentos para persuadir a Milošević de permitir que las tropas de mantenimiento de la paz de la OTAN ingresaran en Kosovo. Esto, argumentaron, permitiría que el proceso de paz de Christopher Hill procediera y produjera un acuerdo de paz.
El 13 de octubre de 1998, el Consejo del Atlántico Norte emitió órdenes de activación para la ejecución de ataques aéreos limitados con armas convencionales y uranio empobrecido y una campaña aérea por fases en Yugoslavia que comenzaría en aproximadamente 96 horas aunque esto fue sin el permiso de la onu. El 15 de octubre se firmó el Acuerdo de la OTAN para la Verificación de Kosovo (KVM) para un alto el fuego, y el plazo para el retiro se extendió hasta el 27 de octubre. Se reportaron dificultades para implementar el acuerdo, ya que los enfrentamientos continuaron entre las tropas gubernamentales y las guerrillas. La retirada serbia comenzó el 25 de octubre de 1998 o alrededor de esa fecha, y la operación Eagle Eye comenzó el 30 de octubre.
El KVM era un gran contingente de monitores de paz desarmados de la Organización para la Seguridad y la Cooperación en Europa (OSCE) (oficialmente conocidos como verificadores) que se trasladaron a Kosovo. Su insuficiencia fue evidente desde el principio. Fueron apodados las "naranjas mecánicas" en referencia a sus vehículos de colores brillantes. La lucha se reanudó en diciembre de 1998 después de que ambas partes rompieran el alto al fuego y este aumento de la violencia culminó con el asesinato de Zvonko Bojanić, el alcalde serbio de la ciudad de Kosovo Polje. Las autoridades yugoslavas respondieron lanzando una represión contra los militantes del ELK.
La fase de la guerra de enero a marzo de 1999 provocó una creciente inseguridad en las zonas urbanas, incluidos los bombardeos y los asesinatos. Dichos ataques tuvieron lugar durante las conversaciones de Rambouillet en febrero y cuando el Acuerdo de verificación de Kosovo se deshizo en marzo. Los asesinatos en las carreteras continuaron y aumentaron. Hubo enfrentamientos militares en, entre otros lugares, el área de Vučitrn en febrero y el área de Kačanik hasta ahora no afectada a principios de marzo.
El 15 de enero de 1999, la masacre de Račak ocurrió cuando "45 campesinos albaneses de Kosovo fueron rodeados, conducidos a una colina y masacrados". Los cadáveres habían sido descubiertos por los monitores de la OSCE, incluido el Jefe de la Misión William Walker y los corresponsales de noticias extranjeros. Yugoslavia negó que se produjera una masacre. La masacre de Račak fue la culminación de los ataques del ELK y las represalias yugoslavas que se prolongaron durante todo el invierno de 1998-1999. El incidente fue inmediatamente condenado como una masacre por los países occidentales y el Consejo de Seguridad de las Naciones Unidas, y más tarde se convirtió en la base de uno de los cargos de crímenes de guerra formulados contra Milošević y sus principales funcionarios. Esta masacre fue el punto de inflexión de la guerra. La OTAN decidió que el conflicto solo podría resolverse mediante la introducción de una fuerza militar de mantenimiento de la paz bajo los auspicios de la OTAN, para restringir por la fuerza a las dos partes. Según los informes de la OSCE, Pristina, la capital de Kosovo, había sido sometida a intensos tiroteos y segregación.

### La conferencia de Rambouillet (enero-marzo de 1999)
El 30 de enero de 1999, la OTAN emitió un comunicado anunciando que el Consejo del Atlántico Norte había acordado que "el Secretario General de la OTAN puede autorizar ataques aéreos contra objetivos en territorio de la República Federativa de Yugoslavia" para "[obligar] el cumplimiento de las demandas de la comunidad internacional y [para lograr] Un acuerdo político ". Si bien esto era, evidentemente, una amenaza para el gobierno de Milošević, también incluía una amenaza codificada para los albaneses: cualquier decisión dependería de la "posición y acción de los líderes albaneses de Kosovo y de todos los elementos armados albaneses de Kosovo en y alrededor de Kosovo".
También el 30 de enero de 1999, el Grupo de contacto emitió un conjunto de "principios no negociables" que formaban un paquete conocido como "Status Quo Plus": el restablecimiento de la autonomía de Kosovo anterior a 1990 en Serbia, más la introducción de la democracia y la supervisión por organismos internacionales. También pidió que se celebrara una conferencia de paz en febrero de 1999 en el Château de Rambouillet, en las afueras de París.
Las conversaciones de Rambouillet comenzaron el 6 de febrero de 1999, con el secretario general de la OTAN, Javier Solana, negociando con ambas partes. Tenían la intención de concluir para el 19 de febrero. La delegación de la República de Yugoslavia estuvo encabezada por el entonces presidente de Serbia, Milutinović, mientras que Milošević permaneció en Belgrado. Esto contrastó con la conferencia de Dayton de 1995 que puso fin a la guerra en Bosnia, donde Milošević negoció en persona. La ausencia de Milošević se interpretó como una señal de que las verdaderas decisiones se estaban tomando en Belgrado, una medida que suscitó críticas en Yugoslavia y en el extranjero; El obispo ortodoxo serbio de Kosovo, Artemije, viajó hasta Rambouillet para protestar de que la delegación no tenía ninguna representación. En este momento abundaban las especulaciones sobre una acusación a Milošević por crímenes de guerra, por lo que su ausencia pudo haber sido motivada por el temor a ser arrestado.

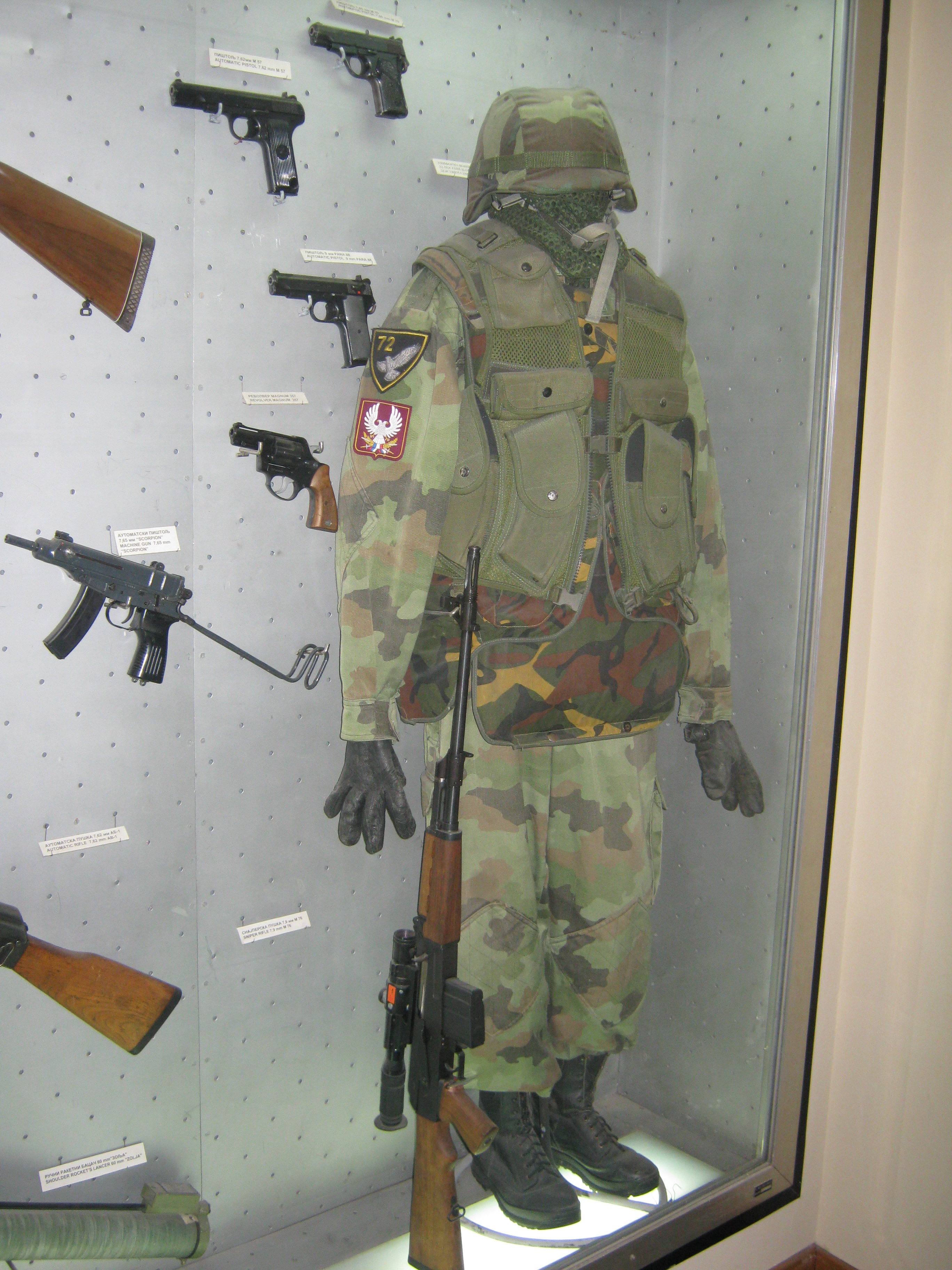
Equipo de la 72.ª Brigada Especial del Ejército Yugoslavo usado durante la Guerra de Kosovo de 1999

La primera fase de negociaciones fue exitosa. En particular, el 23 de febrero de 1999, los copresidentes del Grupo de contacto emitieron una declaración en la que afirmaban que las negociaciones "han llevado a un consenso sobre la autonomía sustancial de Kosovo, incluidos los mecanismos para la celebración de elecciones libres y justas en las instituciones democráticas, para la gobernanza de Kosovo, para la protección de los derechos humanos y los derechos de los miembros de las comunidades nacionales, y para el establecimiento de un sistema judicial justo". Continuaron diciendo que "ahora existe un marco político", lo que deja la tarea de finalizar "los Capítulos de la implementación del Acuerdo, incluidas las modalidades de la presencia civil y militar internacional invitada en Kosovo".
Si bien los acuerdos no satisfacían completamente a los albaneses, eran demasiado radicales para los yugoslavos, quienes respondieron sustituyendo un texto drásticamente revisado que incluso Rusia (aliado de FR Yugoslavia) encontraba inaceptable. Intentó reabrir el estatuto político negociado minuciosamente de Kosovo y eliminó todas las medidas de implementación propuestas. Entre muchos otros cambios en la nueva versión propuesta, eliminó todo el capítulo sobre asistencia humanitaria y reconstrucción, eliminó prácticamente toda la supervisión internacional y eliminó cualquier mención de invocar "la voluntad del pueblo [de Kosovo]" para determinar el estado final de la provincia.
El 18 de marzo de 1999, las delegaciones albanesa, estadounidense y británica firmaron lo que se conoció como los Acuerdos de Rambouillet. Los acuerdos requerían la administración de la OTAN de Kosovo como una provincia autónoma dentro de Yugoslavia, una fuerza de 30,000 soldados de la OTAN para mantener el orden en Kosovo; un derecho de paso sin trabas para las tropas de la OTAN en el territorio yugoslavo, incluido Kosovo; e inmunidad para la OTAN y sus agentes a la ley yugoslava. También habrían permitido una presencia continua del ejército yugoslavo de 1500 efectivos para el control de fronteras, respaldado por hasta 1000 efectivos para realizar funciones de comando y apoyo, así como un pequeño número de policías fronterizos, 2500 MUP ordinarios para fines de seguridad pública (aunque estos se esperaba que se redujeran y se transformaran), y 3,000 policías locales.
Aunque el gobierno yugoslavo citó las disposiciones militares del Apéndice B de las disposiciones de Rambouillet como la razón de sus objeciones, alegando que era una violación inaceptable de la soberanía de Yugoslavia, estas disposiciones eran esencialmente las mismas que se habían aplicado a Bosnia por la SFOR (Fuerza de Estabilización) misión allí después del Acuerdo de Dayton en 1995. Las dos partes no discutieron el tema en detalle debido a sus desacuerdos sobre problemas más fundamentales. En particular, la parte serbia rechazó la idea de cualquier presencia de tropas de la OTAN en Kosovo para reemplazar a sus fuerzas de seguridad, prefiriendo observadores desarmados de la ONU. El propio Milošević se había negado a discutir el anexo después de informar a la OTAN que era inaceptable, incluso después de que se le pidiera que propusiera enmiendas a las disposiciones que los habrían hecho aceptables.
Después del fracaso en Rambouillet y la propuesta alternativa yugoslava, los monitores internacionales de la OSCE se retiraron el 22 de marzo para garantizar su seguridad antes de la campaña de bombardeos de la OTAN prevista. El 23 de marzo, la asamblea serbia aceptó el principio de autonomía para Kosovo, así como los aspectos no militares del acuerdo, pero rechazó la presencia de tropas de la OTAN.

## Campaña de bombardeos de la OTAN

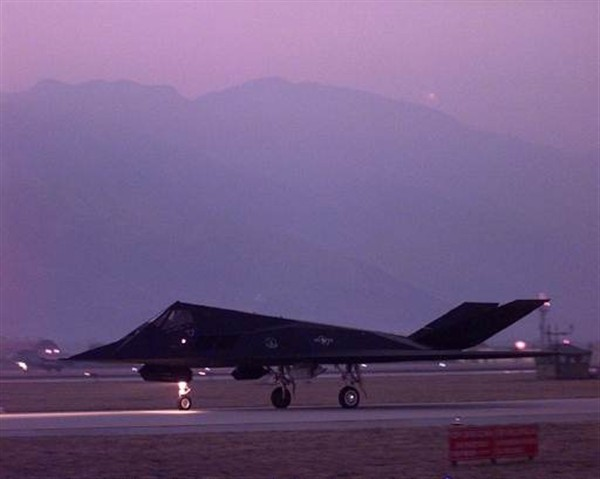
Un F-117 Nighthawk estadounidense en la pista antes de despegar de la Base Aérea de Aviano, Italia, el 24 de marzo de 1999

El 23 de marzo de 1999 a las 21:30 UTC, Richard Holbrooke regresó a Bruselas y anunció que las conversaciones de paz habían fracasado y entregó formalmente el asunto a la OTAN para una acción militar. Horas antes del anuncio, Yugoslavia anunció en la televisión nacional que había declarado un estado de emergencia, citando una amenaza inminente de guerra y comenzó una gran movilización de tropas y recursos.
El 23 de marzo de 1999, a las 22:17 UTC, el secretario general de la OTAN, Javier Solana, anunció que había hablado con el Comandante Supremo Aliado de Europa (CSAE), el general del ejército estadounidense Wesley Clark, para "iniciar operaciones aéreas en la República Federativa de Yugoslavia". El 24 de marzo a las 19:00 UTC, la OTAN comenzó su campaña de bombardeos contra Yugoslavia.

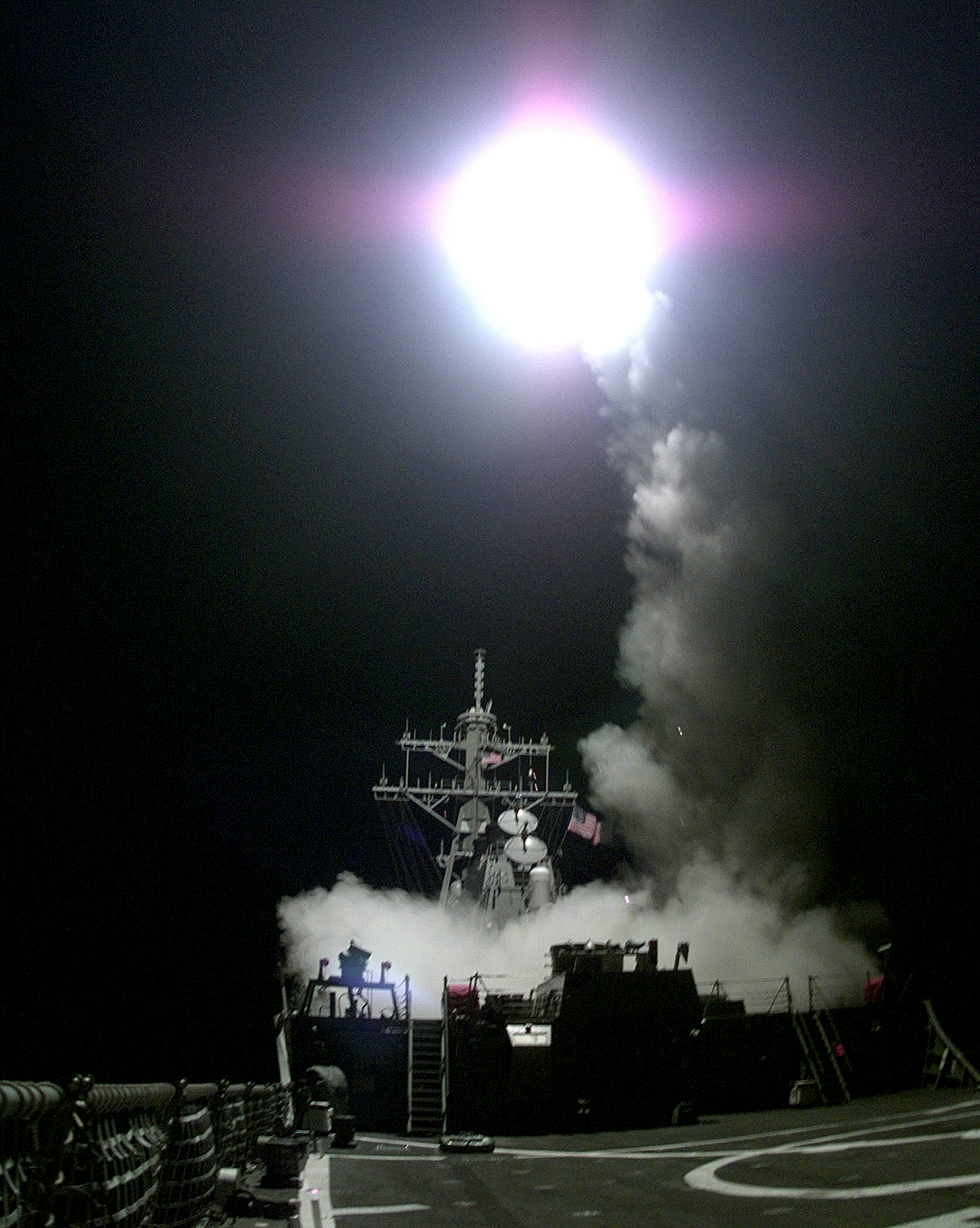
Un misil Tomahawk de crucero es lanzado desde la cubierta de misiles de popa del USS Gonzalez el 31 de marzo de 1999.

La campaña de bombardeos de la OTAN duró del 24 de marzo al 11 de junio de 1999, involucrando hasta 1,000 aviones que operaban principalmente desde bases en Italia y portaaviones estacionados en el Adriático. Los misiles de crucero Tomahawk también se utilizaron ampliamente, disparados desde aviones, barcos y submarinos. Con la excepción de Grecia, todos los miembros de la OTAN estaban involucrados en algún grado. Durante las diez semanas del conflicto, los aviones de la OTAN volaron más de 38,000 misiones de combate. Para la Fuerza Aérea Alemana (Luftwaffe), fue la segunda vez que participó en un conflicto desde la Segunda Guerra Mundial, después de la Guerra de Bosnia.
El proclamado objetivo de la operación de la OTAN fue resumido por su portavoz como "Serbios fuera, pacificadores, refugiados dentro". Es decir, las tropas yugoslavas tendrían que abandonar Kosovo y ser reemplazadas por el personal internacional de mantenimiento de la paz para garantizar que los refugiados albaneses puedan regresar a sus hogares. La campaña se diseñó inicialmente para destruir las defensas aéreas yugoslavas y objetivos militares de alto valor. Al principio no funcionó muy bien, ya que el mal tiempo obstaculizó muchas incursiones desde el principio. La OTAN había subestimado seriamente la voluntad de Milošević de resistir: pocos en Bruselas pensaron que la campaña duraría más de unos pocos días, y aunque el bombardeo inicial no fue insignificante, no coincidió con la intensidad del bombardeo de Bagdad en 1991.
Las operaciones militares de la OTAN cambiaron cada vez más a atacar unidades yugoslavas en tierra, atacando objetivos tan pequeños como tanques individuales y piezas de artillería, como también continuando con el bombardeo estratégico. Esta actividad estaba fuertemente restringida por la política, ya que cada objetivo debía ser aprobado por todos los diecinueve Estados miembros. Montenegro fue bombardeado en varias ocasiones, pero la OTAN finalmente desistió para apuntalar la precaria posición de su líder anti-Milošević, Milo Đukanović.

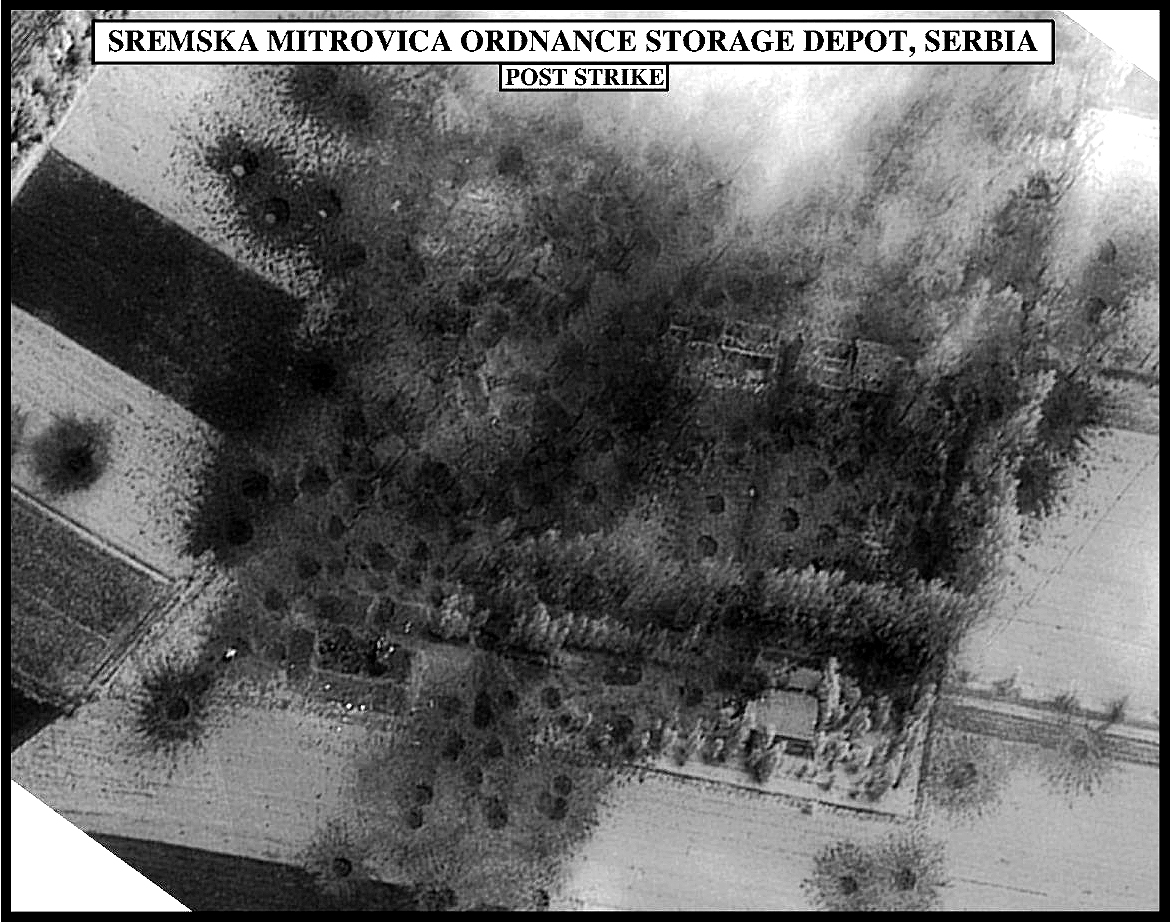
Evaluación de daños después de la destrucción de un depósito de almacenamiento de municiones en Sremska Mitrovica, Serbia

A principios de mayo, un avión de la OTAN atacó un convoy de refugiados albanés, creyendo que era un convoy militar yugoslavo, que mató a unas cincuenta personas. La OTAN admitió su error cinco días después, y los yugoslavos acusaron a la OTAN de atacar deliberadamente a los refugiados. Un informe posterior realizado por el Tribunal Penal Internacional para la ex Yugoslavia (TPIY) opinó que "los civiles no fueron atacados deliberadamente en este incidente ", y que" ni la tripulación aérea ni sus comandantes mostraron el grado de imprudencia por no tomar medidas de precaución que pudieran sustentar cargos penales ". El 7 de mayo, bombas de la OTAN golpearon la embajada china en Belgrado, matando a tres periodistas chinos y causando la indignación de la opinión pública china. Los Estados Unidos y la OTAN se disculparon más tarde por el atentado, diciendo que ocurrió debido a un mapa desactualizado proporcionado por la CIA, aunque esto fue cuestionado por un informe conjunto de los periódicos The Observer (Reino Unido) y Politiken (Dinamarca), que afirmó que la OTAN bombardeó intencionalmente la embajada porque estaba siendo utilizada como una estación de retransmisión para las señales de radio del ejército yugoslavo. El informe del periódico contradice los hallazgos del mismo informe del TPIY que establecía que la raíz de las fallas en la ubicación del objetivo "parece provenir de las técnicas de navegación terrestre empleadas por un oficial de inteligencia". En la prisión de Kosovo en mayo de 1999, el gobierno yugoslavo atribuyó hasta 95 muertes de civiles a los bombardeos de las instalaciones por parte de la OTAN después de que la OTAN descubrió la actividad militar serbia y yugoslava en la zona. Un informe de Human Rights Watch concluyó posteriormente que al menos diecinueve personas habían muerto por los bombardeos, pero un número incierto, probablemente más de 70, fueron asesinados por las fuerzas gubernamentales serbias en los días inmediatamente posteriores al bombardeo.

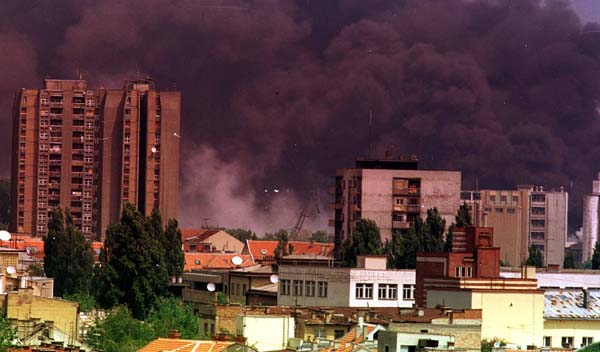
Humo en Novi Sad después de un bombardeo de la OTAN

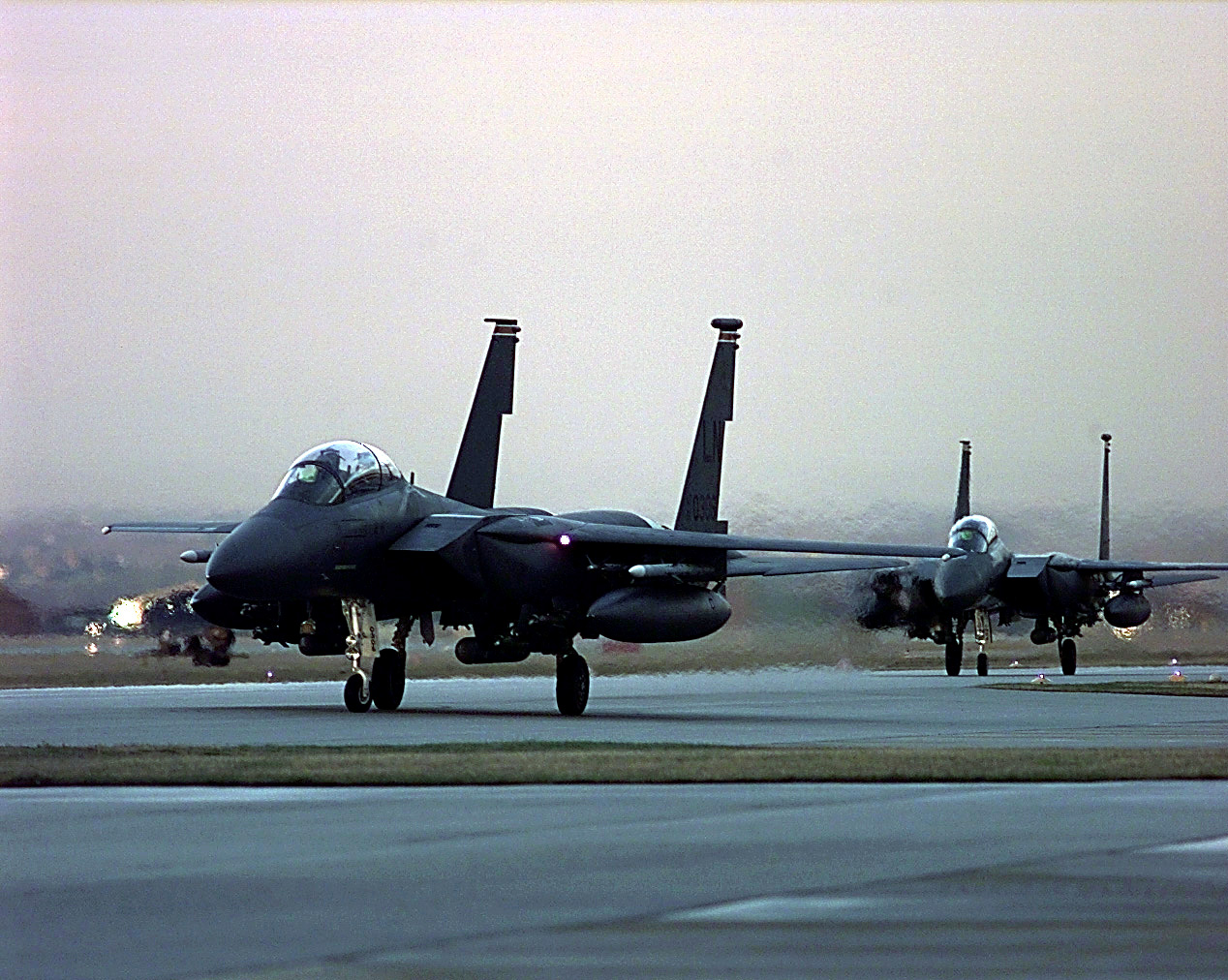
Dos F-15E de los EE. UU. en la Base Aérea de Aviano, Italia, después de completar una misión en apoyo de la OTAN en Serbia el 28 de marzo de 1999

A principios de abril, el conflicto parecía estar más cerca de una resolución, y los países de la OTAN comenzaron a considerar seriamente realizar operaciones terrestres en Kosovo. El primer ministro británico, Tony Blair, fue un firme defensor de las fuerzas terrestres y presionó a Estados Unidos para que aceptara; su fuerte postura causó cierta alarma en Washington, ya que las fuerzas estadounidenses harían la mayor contribución a cualquier ofensiva. El presidente de Estados Unidos, Bill Clinton, se mostró extremadamente reacio a desplegar fuerzas de los Estados Unidos para una ofensiva terrestre. En cambio, Clinton autorizó una operación de la CIA para buscar métodos para desestabilizar al gobierno yugoslavo sin entrenar a las tropas del ELK. Al mismo tiempo, los negociadores diplomáticos finlandeses y rusos continuaron intentando persuadir a Milošević para que retrocediera. Tony Blair ordenaría que 50,000 soldados británicos se preparen para una ofensiva terrestre: la mayor parte del ejército británico disponible.
Milošević finalmente reconoció que Rusia no intervendría para defender Yugoslavia a pesar de la fuerte retórica anti-OTAN de Moscú. Así, aceptó las condiciones ofrecidas por un equipo de mediación finlandés-ruso y aceptó una presencia militar en Kosovo encabezada por la ONU, pero incorporando tropas de la OTAN.
Las fuerzas especiales noruegas Hærens Jegerkommando y Forsvarets Spesialkommando cooperaron con el ELK en la recopilación de información de inteligencia. Preparándose para una invasión el 12 de junio, las fuerzas especiales noruegas trabajaron con el ELK en la montaña Ramno en la frontera entre Macedonia y Kosovo y actuaron como exploradores para monitorear los eventos en Kosovo. Junto con las fuerzas especiales británicas, las fuerzas especiales noruegas fueron las primeras en cruzar la frontera hacia Kosovo. Según Keith Graves, de la cadena de televisión Sky News, los noruegos se encontraban en Kosovo dos días antes de la entrada de otras fuerzas y se encontraban entre los primeros en Pristina. El trabajo de Hærens Jegerkommando y Forsvarets Spesialkommando era despejar el camino entre las partes contendientes y hacer acuerdos locales para implementar el acuerdo de paz entre los serbios y los albaneses de Kosovo.

### La retirada del ejército yugoslavo y la entrada de la KFOR
El 3 de junio de 1999, Milošević aceptó los términos de un plan de paz internacional para poner fin a los combates, y el parlamento nacional adoptó la propuesta en medio de un debate polémico con delegados que se acercan a las peleas en algunos puntos. El 10 de junio, el Consejo del Atlántico Norte ratificó el acuerdo y suspendió las operaciones aéreas.

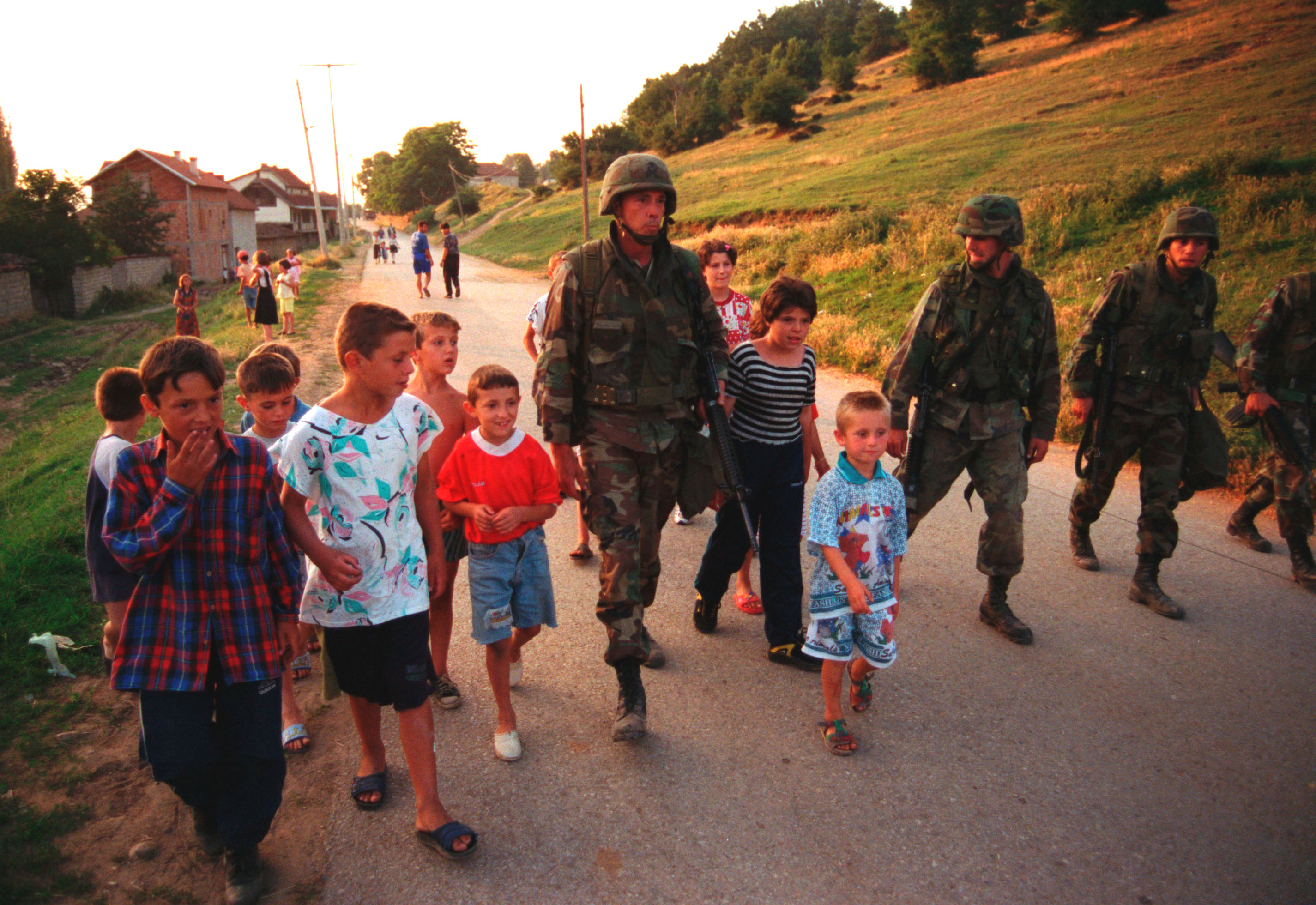
Los marines de EE. UU. junto a niños albaneses locales por la calle principal de Zegra el 28 de junio de 1999

El 12 de junio, después de que Milošević aceptara las condiciones, la Fuerza de Kosovo (KFOR) de mantenimiento de la paz dirigida por la OTAN comenzó a ingresar en Kosovo. La KFOR se había estado preparando para llevar a cabo operaciones de combate, pero al final, su misión era solo mantener la paz. Se basó en el cuartel general de Allied Rapid Reaction Corps, comandado por el entonces teniente general Mike Jackson del ejército británico. Consistía en fuerzas británicas (una brigada construida a partir de la 4.ª Brigada Blindada y 5.ª Aerotransportada), una Brigada del Ejército francés, una brigada del Ejército alemán, que ingresó desde el oeste, mientras que todas las demás fuerzas avanzaron desde el sur, y una brigada del Ejército italiano y Estados Unidos.

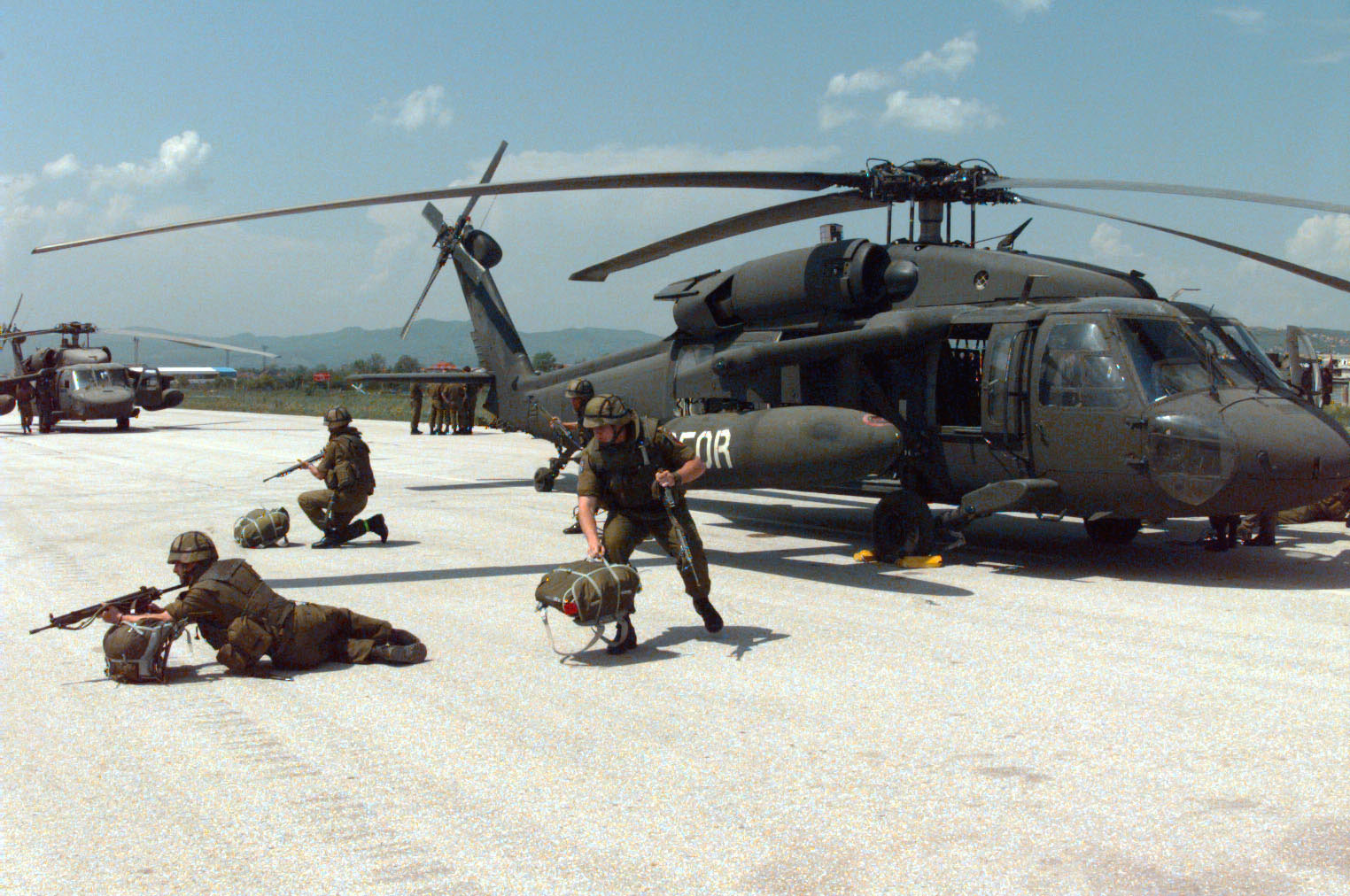
Tropas noruegas

Las primeras tropas de la OTAN que entraron en Pristina el 12 de junio de 1999 fueron las fuerzas especiales noruegas de Forsvarets Spesialkommando (FSK) y los soldados del Servicio Aéreo Especial Británico 22 S.A.S.; las tropas rusas llegaron primero al aeropuerto. Los soldados noruegos fueron los primeros en entrar en contacto con las tropas rusas en el aeropuerto. La misión de FSK era nivelar el campo de negociación entre las partes beligerantes y ajustar los acuerdos locales detallados necesarios para implementar el acuerdo de paz entre los serbios y los albaneses de Kosovo.
La contribución de los Estados Unidos, conocida como la Fuerza de Entrada Inicial, fue liderada por la 1.ª División Blindada, comandada por el general de Brigada Peterson, y fue encabezada por un pelotón del 2.º Batallón, 505.º Regimiento de Infantería de Paracaídas adjunto a las Fuerzas Británicas. Otras unidades incluyeron el 1.er y 2.º Batallones del 10.º Grupo de Fuerzas Especiales (Aerotransportado) de Stuttgart Alemania y Fort Carson, Colorado, TF 1–6 Infantería (1-6 infantería con C Co 1-35AR) de Baumholder, Alemania, el 2.º Batallón , 505.º Regimiento de Infantería de Paracaidistas de Fort Bragg, Carolina del Norte, la 26.ª Unidad Expedicionaria de Marina de Camp Lejeune, Carolina del Norte, el 1.er Batallón, 26.º Regimiento de Infantería de Schweinfurt, Alemania, y Echo Troop, 4.º Regimiento de Caballería, también de Schweinfurt, Alemania. También unido a la fuerza de los Estados Unidos estaba el 501.º Batallón de Infantería Mecanizada del ejército griego. Las fuerzas iniciales de EE. UU. Establecieron su área de operación alrededor de las ciudades de Uroševac, el futuro Camp Bondsteel y Gnjilane, en Camp Monteith, y pasaron cuatro meses, el inicio de una estadía que continúa hasta la fecha, estableciendo el orden en el sector sureste de Kosovo.

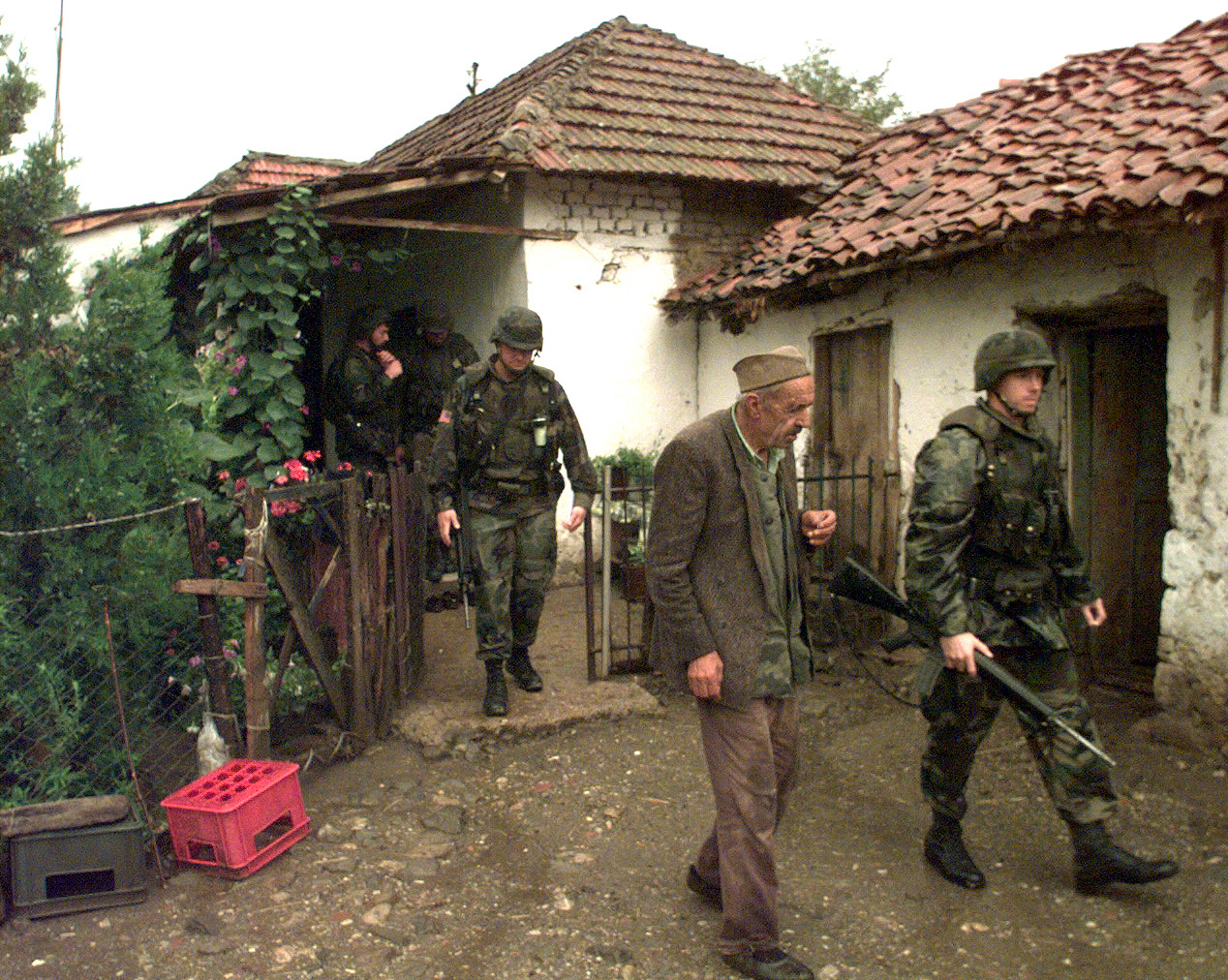
Soldados estadounidenses escoltan a un civil serbio desde su casa en Zitinje después de encontrar un arma automática, 26 de julio de 1999

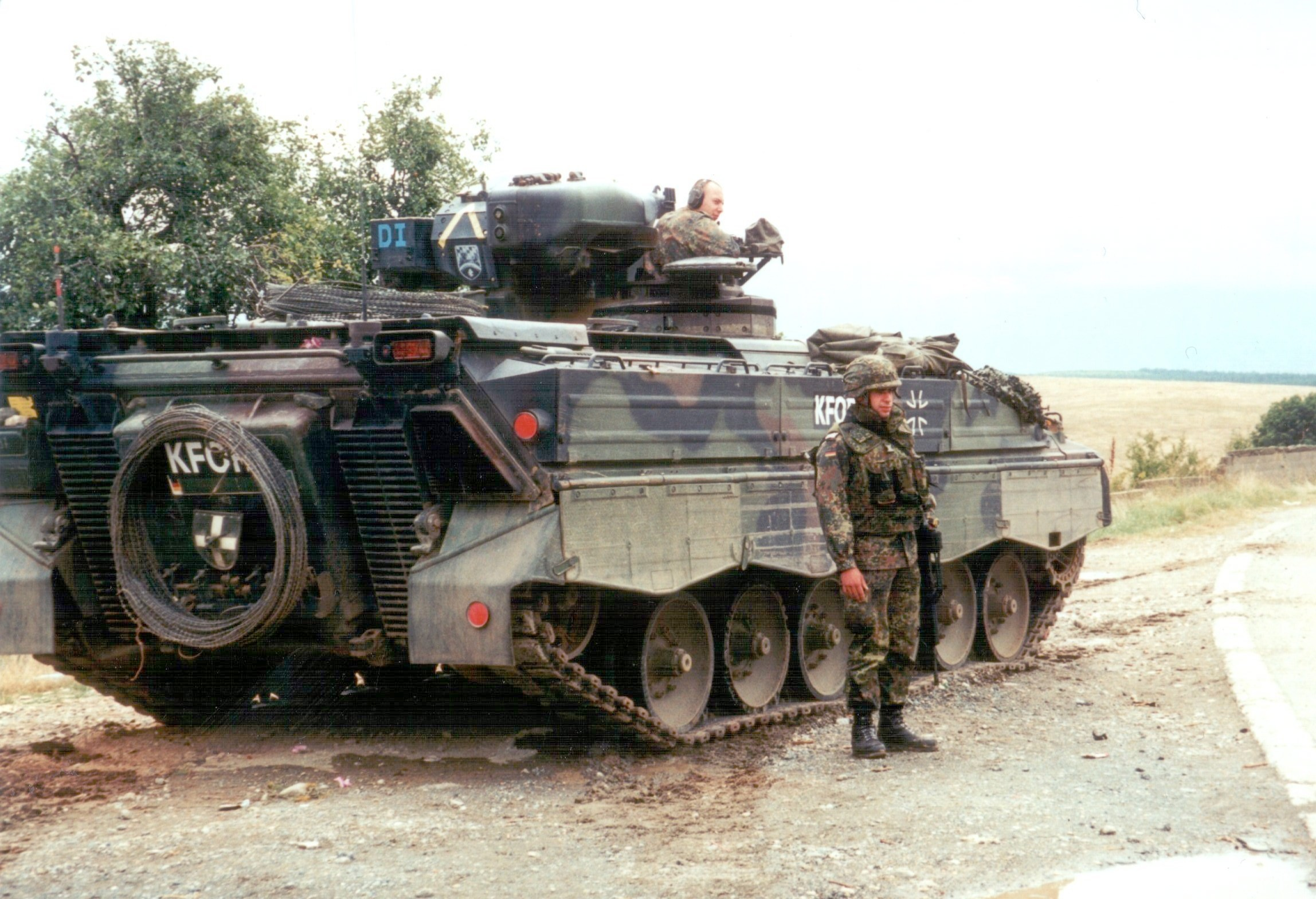
Soldados alemanes de la KFOR en 1999

Durante la incursión inicial, los soldados de los Estados Unidos fueron recibidos por albaneses que gritaban y lanzaban flores mientras los soldados de los Estados Unidos y la KFOR avanzaban por sus aldeas. Aunque no se encontró resistencia, tres soldados estadounidenses de la Fuerza de Entrada Inicial murieron en accidentes.
El 1 de octubre de 1999, aproximadamente 150 paracaidistas de la Compañía Alpha, 1/508 Equipo de Combate del Batallón Aerotransportado de Vicenza, Italia, se lanzaron en paracaídas a Uroševac como parte de la Operación Guardián Rápido. El propósito de la misión era principalmente advertir al presidente yugoslavo Slobodan Milošević de la resolución de la OTAN y de su rápida capacidad militar. Un soldado de los Estados Unidos, el sargento del guardabosques del ejército Jason Neil Pringle, falleció durante las operaciones después de que su paracaídas no se desplegó. Los paracaidistas del 1 / 508th se unieron a los paracaidistas del 82.º Aerotransportado y KFOR en patrullar varias áreas de Kosovo, sin incidentes, hasta el 3 de octubre de 1999.
El 15 de diciembre de 1999, fue asesinado el sargento Joseph Suponcic, del 3.er batallón / 10.º Grupo de Fuerzas Especiales (Aerotransportado), cuando el HMMWV, en el que viajaba, golpeó una mina antitanque plantada por albaneses y se destinó al contingente ruso con el que el SSG El equipo de Suponcic estaba patrullando en Kosovska Kamenica.

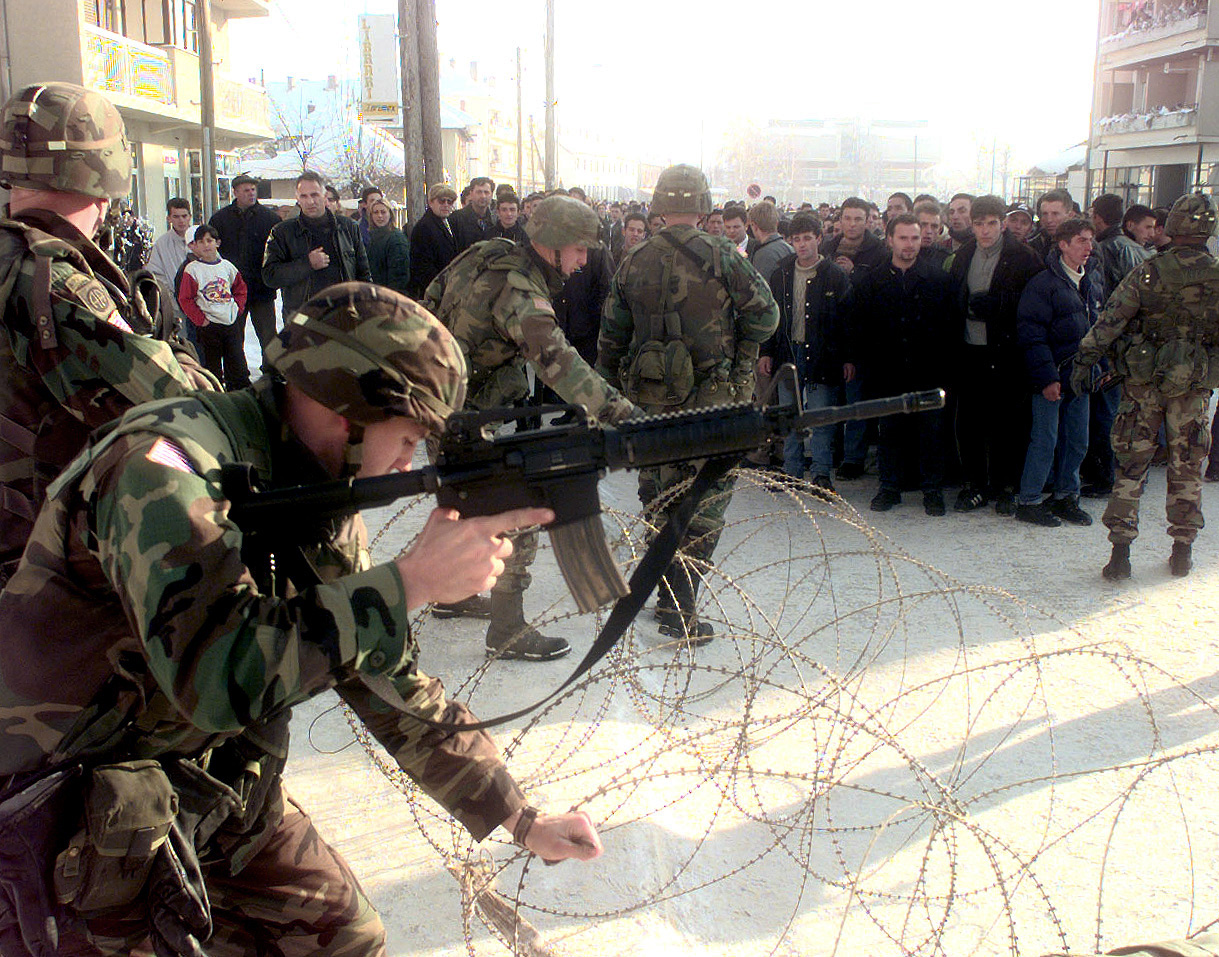
Los soldados estadounidenses mantienen el control de la multitud mientras los residentes albaneses de Vitina protestan en las calles el 9 de enero de 2000

Después de la campaña militar, la participación de las fuerzas de paz rusas resultó ser tensa y desafiante para la fuerza de la OTAN en Kosovo. Los rusos esperaban tener un sector independiente de Kosovo, solo para sorprenderse con la perspectiva de operar bajo el mando de la OTAN. Sin una comunicación o coordinación previa con la OTAN, las fuerzas rusas de mantenimiento de la paz entraron en Kosovo desde Bosnia y Herzegovina y ocuparon el Aeropuerto Internacional de Pristina antes de la llegada de las fuerzas de la OTAN. Esto provocó un incidente durante el cual el comandante de la KFOR el general Mike Jackson rechazó el deseo del comandante supremo de la OTAN, Wesley Clark, de bloquear por la fuerza las pistas con vehículos de la OTAN, para evitar cualquier refuerzo ruso.
En 2010, James Blunt describió en una entrevista cómo se asignó a su unidad la tarea de asegurar Pristina durante el avance de la fuerza de mantenimiento de la paz de 30,000 efectivos y cómo el ejército ruso había ingresado y tomado el control del aeropuerto de la ciudad antes de la llegada de su unidad. Blunt compartió una parte en la difícil tarea de abordar el incidente internacional potencialmente violento. Según el relato de Blunt, hubo un enfrentamiento con los rusos, y el Comandante Supremo de la OTAN, Clark, dio órdenes provisionales para sobrepasarlos. Mientras Blunt lo cuestionaba y rechazaba al General Jackson, con la ahora famosa frase: "No quiero que mis soldados bajo mi mando sean los responsables de iniciar la Tercera Guerra Mundial".
En junio de 2000, se expusieron las relaciones de comercio de armas entre Rusia y Yugoslavia, lo que llevó a represalias y bombardeos de los puestos de control rusos y las estaciones de policía de la zona. Outpost Gunner fue establecido en un punto alto en el valle de Preševo por Echo Battery 1/161 Field Artillery en un intento de monitorear y ayudar con los esfuerzos de mantenimiento de la paz en el sector ruso. Operando bajo el apoyo de Art Field Artillery, 1st Armored Division, la Batería pudo desplegar y operar con éxito un sistema de radar Firefinder, que permitió a las fuerzas de la OTAN vigilar más de cerca las actividades en el sector y el Valle de Preševo. Finalmente, se llegó a un acuerdo mediante el cual las fuerzas rusas operaban como una unidad de la KFOR pero no bajo la estructura de mando de la OTAN.

## Víctimas

### Bajas civiles
En junio de 2000, la Cruz Roja reportó que 3,368 civiles (principalmente albaneses de Kosovo, pero con varios cientos de serbios y romaníes) seguían desaparecidos, casi un año después del conflicto, la mayoría de los cuales concluyeron que tenían que estar "presuntamente muertos".
Un estudio realizado por investigadores del Centro para el Control y la Prevención de Enfermedades en Atlanta, Georgia, publicado en 2000 en la revista médica The Lancet, estimó que "12,000 muertes en la población total" podrían atribuirse a la guerra. Este número se logró encuestando a 1.197 hogares desde febrero de 1998 hasta junio de 1999. 67 de las 105 muertes reportadas en la muestra de la población se atribuyeron a traumas relacionados con la guerra, que se extrapola a 12,000 muertes si se aplica la misma tasa de mortalidad relacionada con la guerra a la población total de Kosovo. Las tasas de mortalidad más altas se registraron en hombres entre 15 y 49 años (5,421 víctimas de la guerra), así como en hombres mayores de 50 años (5,176 víctimas). Para las personas menores de 15 años, las estimaciones fueron de 160 víctimas para los hombres y 200 para las mujeres. Para las mujeres entre 15 y 49 años, la estimación es que hubo 510 víctimas; mayores de 50 años el estimado es de 541 víctimas. Los autores afirmaron que no era "posible diferenciar completamente entre víctimas civiles y militares".
En el estudio conjunto de 2008 realizado por el Centro de Derecho Humanitario (una ONG de Serbia y Kosovo), la Comisión Internacional sobre Personas Desaparecidas y la Comisión de Personas Desaparecidas de Serbia hicieron una lista nombre por nombre de víctimas de la guerra y de la posguerra. Según el Libro de Memoria de Kosovo actualizado de 2015, 13,535 personas murieron o desaparecieron en Kosovo durante el conflicto, desde el 1 de enero de 1998 hasta diciembre de 2000. De estos, 10,812 eran albaneses, 2,197 serbios y 526 romaníes, bosnios, montenegrinos y otros. 10.317 civiles fueron asesinados o desaparecieron, de los cuales 8.676 eran albaneses, 1.196 serbios y 445 romaníes y otros. Los restantes 3,218 muertos o desaparecidos fueron combatientes, incluidos 2,131 miembros del ELK, 1,084 miembros de las fuerzas serbias y 3 miembros de la KFOR. A partir de 2019, el libro se había actualizado a un total de 13,548. En agosto de 2017, el Alto Comisionado de las Naciones Unidas para los Derechos Humanos informó que entre 1998 y 1999, más de 6.000 personas habían desaparecido en Kosovo y que 1.658 seguían desaparecidas, y que ni las personas ni los cuerpos habían sido encontrados en ese momento.

### Civiles asesinados por las fuerzas yugoslavas

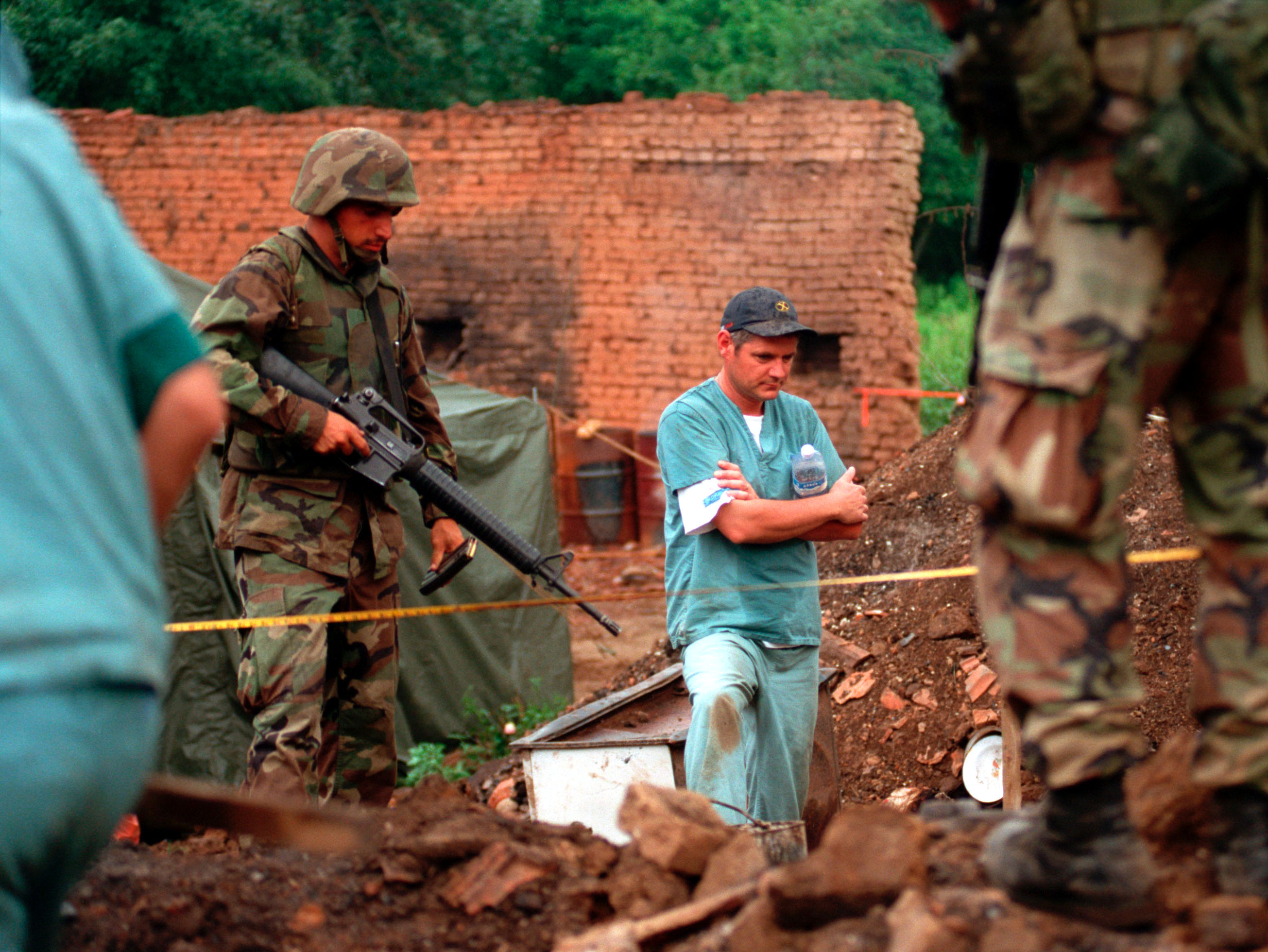
Los oficiales de la Real Policía Montada de Canadá (RPMC) investigan una fosa común junto a los marines de los Estados Unidos

A lo largo de los años se han anunciado diversas estimaciones del número de asesinatos atribuidos a las fuerzas yugoslavas. Un estimado de 800,000 albaneses de Kosovo huyeron y un estimado de 7,000 a 9,000 fueron asesinados, según The New York Times.
Los expertos en estadística que trabajan en representación de la fiscalía del Tribunal Penal Internacional para la ex Yugoslavia (TPIY) estiman que el número total de muertos es de aproximadamente 10 000.
En agosto de 2000, el TPIY anunció que había exhumado 2.788 cuerpos en Kosovo. Las fuentes de la KFOR informaron a la Agencia Francesa de Prensa que de los 2,150 cadáveres descubiertos hasta julio de 1999, se consideraba que unos 850 eran víctimas de crímenes de guerra.

### Civiles asesinados por las fuerzas albanesas
En 1998, 22 civiles serbios, incluido niños, fueron asesinados en masa por el Ejército de Liberación de Kosovo, conocida como la masacre de Klečka. Los miembros del ELK intentaron deshacerse de las víctimas de la masacre incinerando sus restos en un horno de cal.
Durante la llegada de la Fuerza de Kosovo (KFOR) en junio de 1999 y los disturbios de 2004 en Kosovo, más de 140 lugares sagrados fueron destruidos, siendo mayoría patrimonio histórico de la iglesia ortodoxa serbia. El pogromo de marzo de 2004, 28 personas murieron, más de 900 personas fueron golpeadas y gravemente heridas y se estima que más de 4.000 serbios fueron expulsadas de sus hogares.

#### Fosas comunes conocidas
- En 2001, se encontraron 800 cadáveres aún no identificados en las piscinas en un campo de entrenamiento de la policía en las afueras de Belgrado y en el este de Serbia.
- Al menos 700 cuerpos fueron descubiertos en una fosa común ubicada en el recinto de una unidad especial de la policía antiterrorista en el suburbio de Batajnica en Belgrado.
- 77 cuerpos fueron encontrados en la ciudad oriental de Serbia, Petrovo Selo.
- Se descubrieron 50 cadáveres cerca del pueblo serbio occidental de Peručac.[156]

### Pérdidas de la OTAN

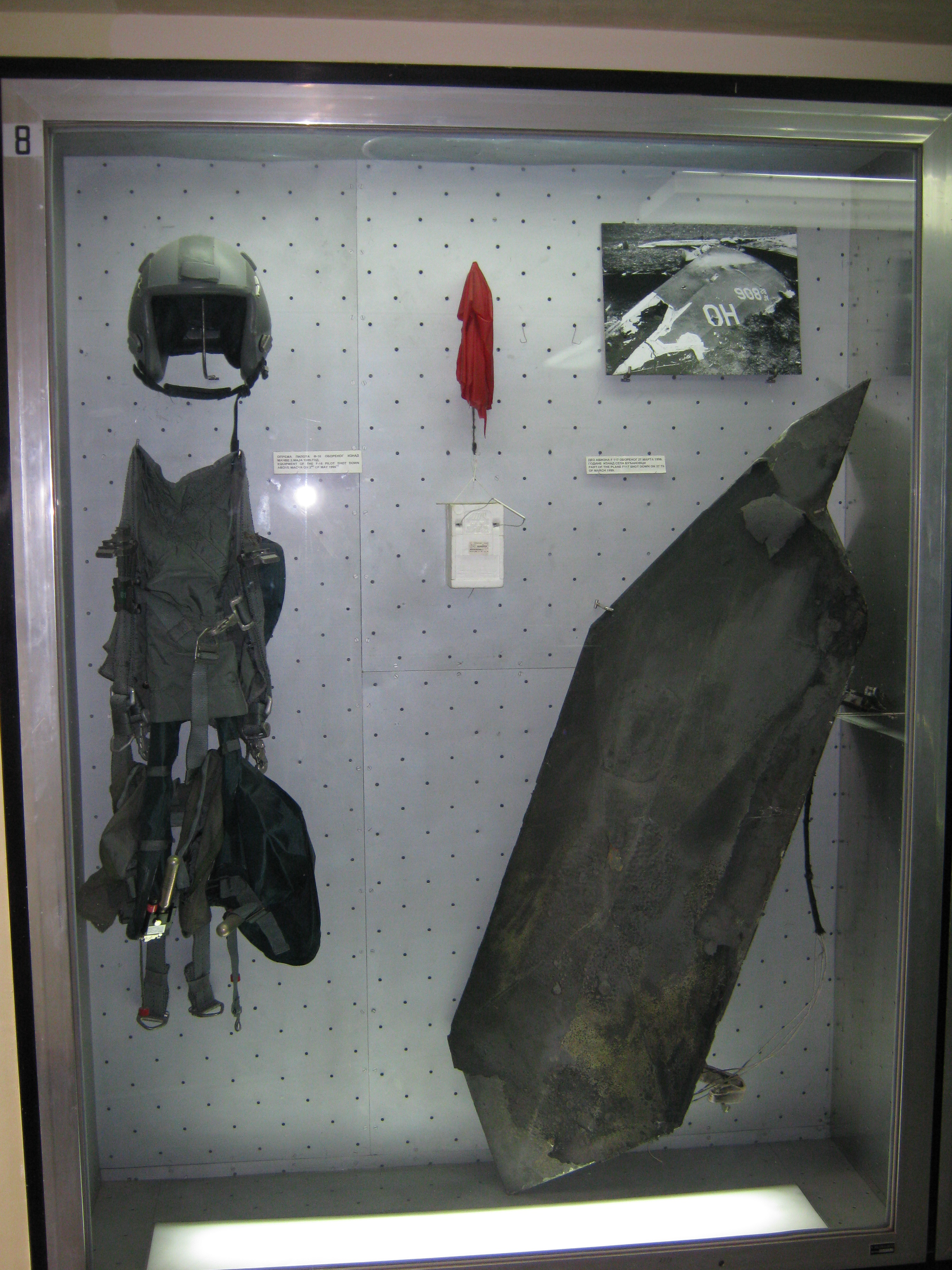
Un equipo de vuelo perteneciente a un piloto de un F-16C derribado y partes del F-117A derribaros en Serbia en 1999 en un museo de Belgrado

Las bajas militares en el lado de la OTAN fueron leves. Según los informes oficiales, la alianza no sufrió víctimas fatales como resultado directo de las operaciones de combate. En las primeras horas del 5 de mayo, un helicóptero militar estadounidense AH-64 Apache se estrelló no muy lejos de la frontera entre Serbia y Albania.
Otro helicóptero US AH-64 se estrelló a unas 40 millas (64 km) al noreste de Tirana, la capital de Albania, muy cerca de la frontera entre Albania y Kosovo. Según la CNN, el accidente ocurrió a 45 millas (72 km) al noreste de Tirana. Los dos pilotos de Estados Unidos del helicóptero, los oficiales de mando del ejército David Gibbs y Kevin L. Reichert, murieron en ese accidente. Fueron las únicas muertes de la OTAN durante la guerra, según declaraciones oficiales de la OTAN.
Hubo otras víctimas después de la guerra, principalmente debido a las minas terrestres. Durante la guerra, la alianza informó la pérdida del primer avión furtivo estadounidense (un F-117 Nighthawk) derribado por fuego enemigo. Además, se perdió un caza F-16 cerca de Šabac y se perdieron 32 vehículos aéreos no tripulados (UAV) de diferentes naciones. Los restos de vehículos aéreos no tripulados derribados se mostraron en la televisión serbia durante la guerra. Algunas fuentes de EE. UU. Afirman que un segundo F-117A también sufrió graves daños y, aunque regresó a su base, nunca volvió a volar. A-10 Los rayos han sido reportados como pérdidas, con dos derribados y otros dos dañados. Tres soldados estadounidenses que viajaban en un Humvee en una patrulla de rutina fueron capturados por fuerzas especiales yugoslavas a través de la frontera de la actual Macedonia del Norte.

### Pérdidas militares yugoslavas

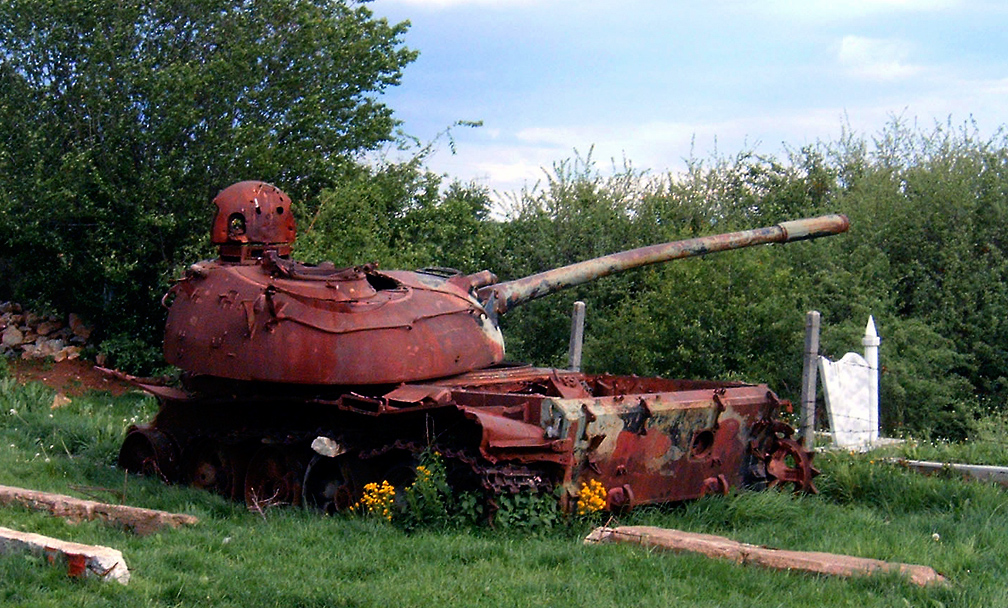
Tanque destruido cerca de Prizren

Al principio, la OTAN afirmó haber matado a 10 000 soldados yugoslavos, mientras que Yugoslavia reclamó solo 500; los equipos de investigación de la OTAN lo corrigieron luego a unos cientos de tropas yugoslavas muertos por ataques aéreos. En 2001, las autoridades yugoslavas afirmaron que 462 soldados murieron y 299 resultaron heridos por ataques aéreos de la OTAN. Más tarde, en 2013, Serbia afirmó que 1.008 soldados y policías yugoslavos habían muerto a causa de los bombardeos de la OTAN. La OTAN inicialmente afirmó que 5000 soldados yugoslavos habían muerto y 10 000 habían resultado heridos durante la campaña aérea de la OTAN. Desde entonces, la OTAN ha revisado esta estimación a 1,200 soldados y policías yugoslavos asesinados.

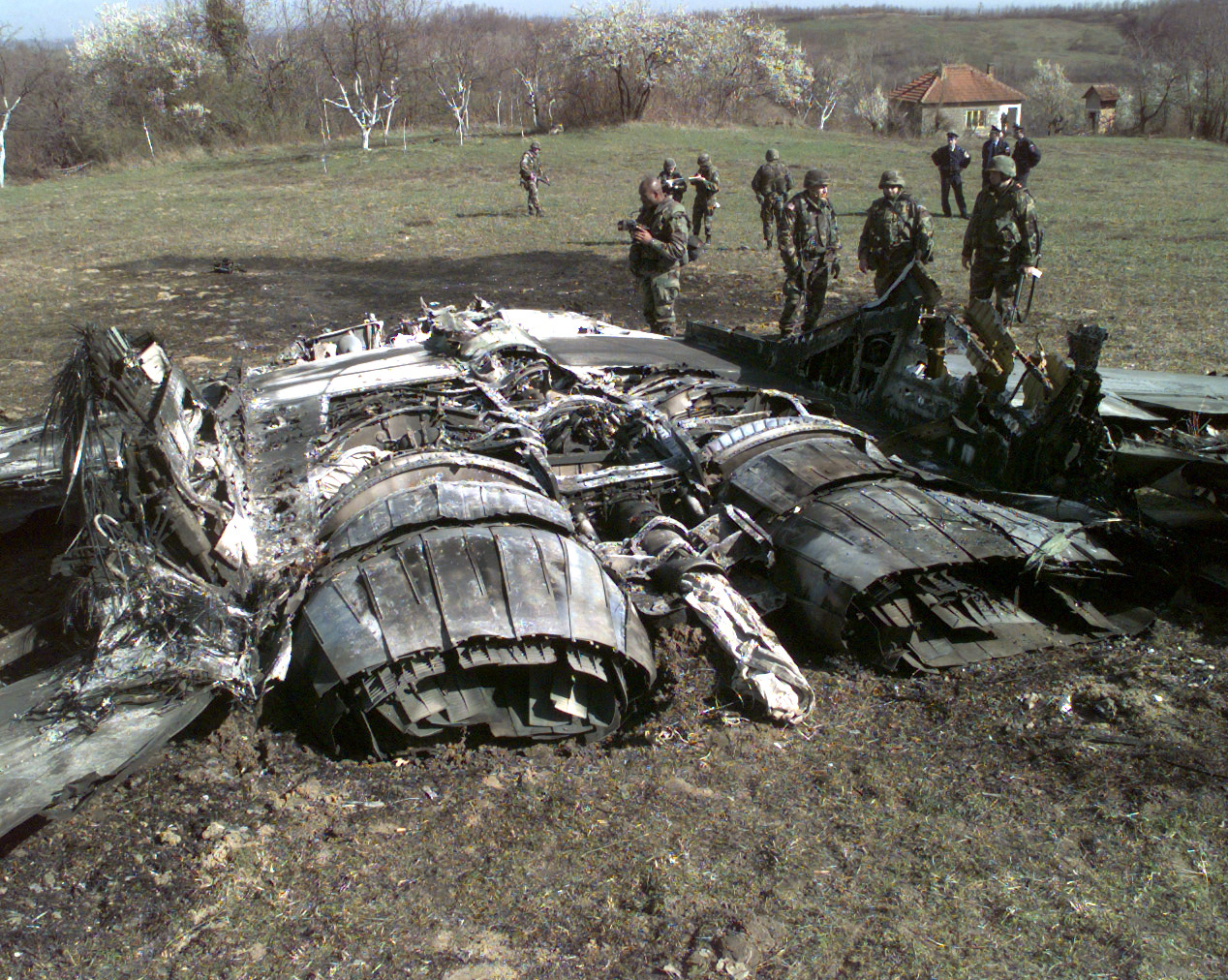
Los restos de un avión de combate yugoslavo MiG-29 fueron derribados el 27 de marzo de 1999, en las afueras de la ciudad de Ugljevik, Bosnia y Herzegovina

De equipo militar, la OTAN destruyó alrededor de 50 aviones yugoslavos, incluidos 6 MiG-29 destruidos en el combate aire-aire. Una serie de G-4 Super Galebs fueron destruidos en su refugio endurecido para aviones por bombas que destruyeron búnkeres, lo que provocó un incendio que se extendió rápidamente porque las puertas del refugio no estaban cerradas. Al final de la guerra, la OTAN afirmó oficialmente que habían destruido 93 tanques yugoslavos. Yugoslavia admitió un total de 3 tanques destruidos. La última cifra fue verificada por los inspectores europeos cuando Yugoslavia se unió a los acuerdos de Dayton, notando la diferencia entre el número de tanques en ese momento y en la última inspección en 1995. La OTAN afirmó que el ejército yugoslavo perdió 93 tanques (M-84 y T-55), 132 APC y 52 piezas de artillería. Newsweek, la segunda revista semanal de noticias más grande de los EE. UU., obtuvo acceso a un informe de la Fuerza Aérea de EE. UU. Suprimido que afirmaba que los números reales eran "3 tanques, no 120; 18 transportes blindados de personal, no 220; 20 piezas de artillería, no 450". Otro informe de la Fuerza Aérea de EE. UU. da una cifra de 14 tanques destruidos. La mayoría de los objetivos alcanzados en Kosovo eran señuelos, como tanques hechos de láminas de plástico con postes de telégrafo para cañones de armas, o tanques antiguos de la Segunda Guerra Mundial que no funcionaban. Las defensas antiaéreas fueron preservadas por el simple recurso de no encenderlas, evitando que las aeronaves de la OTAN las detectaran, pero obligándolas a mantenerse por encima de un techo de 15,000 pies (4,600 metros), haciendo que el bombardeo preciso sea mucho más difícil. Hacia el final de la guerra, se afirmó que los bombardeos de alfombra por aviones B-52 habían causado grandes bajas entre las tropas yugoslavas estacionadas a lo largo de la frontera entre Kosovo y Albania. Una búsqueda cuidadosa por parte de los investigadores de la OTAN no encontró evidencia de tales bajas a gran escala.
La pérdida más significativa para el ejército yugoslavo fue la infraestructura dañada y destruida. Casi todas las bases aéreas y campos de aviación (Batajnica, Lađevci, Slatina, Golubovci y Đakovica) y otros edificios e instalaciones militares sufrieron graves daños o fueron destruidos. A diferencia de las unidades y su equipo, los edificios militares no podían ser camuflados. por lo tanto, la industria de defensa y las instalaciones de reacondicionamiento técnico militar también sufrieron graves daños (Utva, la fábrica de armas Zastava, el centro de reacondicionamiento de la fuerza aérea Moma Stanojlović, los centros de reacondicionamiento técnico en Čačak y Kragujevac). En un esfuerzo por debilitar al ejército yugoslavo, la OTAN atacó varias instalaciones civiles importantes (la refinería de petróleo de Pančevo, refinería de petróleo Novi Sad, puentes, antenas de televisión, ferrocarriles, etc.)

### Pérdidas del ELK
Alrededor de 1500 soldados del Ejército de Liberación de Kosovo murieron, según las estimaciones del propio ELK. HLC registró 2,131 insurgentes del ELK muertos en su base de datos completa.

## Crímenes de guerra

### Por el gobierno federal yugoslavo

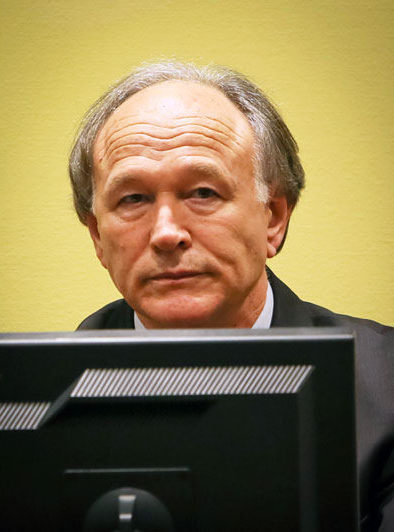
Vlastimir Đorđević, exgeneral serbio, en el TPIY

Para el gobierno de Serbia, la cooperación con el Tribunal Penal Internacional para la ex Yugoslavia "sigue siendo considerada como una obligación angustiosa, el precio necesario para ingresar en la Unión Europea". Los objetos religiosos fueron dañados o destruidos. De las 498 mezquitas en Kosovo que estaban en uso activo, el Tribunal Penal Internacional para la ex Yugoslavia (TPIY) documentó que 225 mezquitas sufrieron daños o destrucción por parte del ejército serbio yugoslavo. En total, dieciocho meses de la campaña de contrainsurgencia de los serbios yugoslavos entre 1998 y 1999 en Kosovo dieron como resultado 225 o un tercio de un total de 600 mezquitas que fueron dañadas, destrozadas o destruidas. Durante la guerra, el patrimonio arquitectónico islámico posó para las fuerzas paramilitares y militares serbias yugoslavas como patrimonio albanés con la destrucción del patrimonio arquitectónico no serbio como un componente metódico y planificado de la depuración étnica en Kosovo.
El presidente yugoslavo, Slobodan Milošević, fue acusado por el Tribunal Penal Internacional para la ex Yugoslavia (TPIY) de la ONU por crímenes contra la humanidad y crímenes de guerra. En 2001, el entonces presidente Vojislav Koštunica "luchó con uñas y dientes" contra los intentos de llevar a Milošević ante un tribunal internacional, pero no pudo evitar que esto sucediera después de que se revelaran otras atrocidades.
Para el 2014, el TPIY emitió veredictos finales contra los funcionarios yugoslavos acusados que fueron declarados culpables de deportación, otros actos inhumanos (traslados forzosos), asesinatos y persecuciones (crímenes de lesa humanidad, Artículo 5), así como asesinatos (violaciones de las leyes o costumbres de guerra, artículo 3):
- Nikola Šainović, ex vice primer ministro de la República Federativa de Yugoslavia, condenado a 18 años de prisión.[179]
- Dragoljub Ojdanić, exjefe del Estado Mayor del Ejército yugoslavo, condenado a 15 años de prisión.[179]
- Nebojša Pavković, excomandante del tercer ejército del ejército yugoslavo, condenado a 22 años de prisión.[179]
- Vladimir Lazarević, excomandante del cuerpo de Priština del ejército yugoslavo, condenado a 14 años de prisión.[179]
- Sreten Lukić, exjefa del Ministerio de Asuntos Internos de Serbia, condenada a 20 años de prisión.[179]
- Vlastimir Đorđević, exministro adjunto del Ministerio de Asuntos Internos de Serbia (MUP) y jefe del Departamento de Seguridad Pública (RJB) de MUP, fue condenado a 18 años de prisión.[180]
- Milan Milutinović fue absuelto de todos los cargos.[179]
- Vlajko Stojiljković se suicidó.
- Slobodan Milošević murió antes de llegar a un veredicto.

El TPIY encontró legalmente que:

...Las fuerzas de la República Federativa de Yugoslavia y las fuerzas serbias utilizan [d] la violencia y el terror para obligar a un número significativo de albaneses de Kosovo a abandonar sus hogares y cruzar las fronteras, a fin de que las autoridades estatales mantengan el control sobre Kosovo ... Esta campaña fue dirigida por el ejército y las fuerzas policiales del Ministerio del Interior (MUP) bajo el control de las autoridades de la República Federativa de Yugoslavia y las autoridades serbias, que fueron responsables de las expulsiones masivas de civiles albaneses de Kosovo de sus hogares, así como los incidentes de asesinatos, agresiones sexuales y la destrucción intencional de mezquitas.